# IX legislatura del Parlament Europeu
La IX legislatura del Parlament Europeu és un cicle parlamentari que va començar l'1 de juliol de 2019, després de les eleccions europees celebrades entre el 23 i 26 de maig, i va durar fins al juny del 2024, una vegada finalitzada les eleccions al Parlament Europeu de 2014. Els diputats del Parlament Europeu es van agrupar en grups polítics segons la seva afinitat ideològica, elegint al president i la resta de la Mesa de l'Eurocambra, i es van dividir en comissions de treball.

## Principals esdeveniments
23-26 de maig 2019:
- Eleccions al Parlament Europeu de 2019

2 de juliol de 2019:
- Sessió constitutiva del 9è Parlament Europeu.
  - Sessió presidida per Antonio Tajani, en virtut de president del 8è Parlament Europeu.
  - Grups constituïts: PPE (182), S&D (154), RE (108), Verds/ALE (74), ID (73), CRE (62), EUE/EVN (41), NI (54) i Altres (3).

3 de juliol de 2019:
- Elecció de la presidència i vicepresidències del Parlament Europeu per la primera meitat de la legislatura.
  - David Sassoli (S&D) d'Itàlia és elegit president.
  - Mairead McGuinness (PPE) d'Irlanda, és elegida vicepresidenta primera.

16 de juliol de 2019:
- Votació per l'elecció del president de la Comissió Europea.
  - Ursula von der Leyen (PPE) d'Alemanya, és elegida com a presidenta.

30 de setembre-8 d'octubre de 2019:
- Audiències dels candidats a Comissari Europeu.

14-15 d'octubre de 2019:
- Audiències addicionals per als candidats a Comissari Europeu.

23 d'octubre de 2019:
- Vot de confirmació de la Comissió Von der Leyen I.

31 d'octubre de 2019:
- Data originalment prevista per la Sortida del Regne Unit de la Unió Europea, posposada tres mesos i, per tant, el Regne Unit ha de nomenar un candidat per a Comissari Europeu.

1 de novembre de 2019:
- Pren possessió la nova Comissió Von der Leyen I.

13 de gener de 2020:
- Prenen possessió de manera retroactiva Carles Puigdemont i Toni Comín després de la sentència del TJUE. Oriol Junqueras és reconegut diputat des de l'inici de la legislatura, però no pren possessió per la seva inhabilitació judicial des del 3 de gener del 2020.

31 de gener de 2020:
- Últim dia de pertinença del Regne Unit a la Unió Europea.

1 de febrer de 2020:
- El Parlament Europeu redueix el seu nombre d'escons de 751 a 705, donant sortida als representants del Regne Unit i entrada a 27 nous diputats.
  - Composició dels grups: PPE (187), S&D (147), RE (98), ID (75), Verds/ALE (68), CRE (61), EUE/EVN (39) i NI (30).

12 de novembre de 2020:
- Roberta Metsola (PPE) de Malta és elegida vicepresidenta primera del Parlament Europeu, en substitució de Mairead McGuinness, que va assumir el paper de Comissària Europea.

16 de desembre de 2020:
- S'aprova el marc financer per a set anys (2021-2027) de la Unió Europea i decisió de com gastar els fons Next Generation UE.

11 de gener de 2022:
- Mor en el càrrec el president David Sassoli. La vicepresidenta Roberta Metsola pren el paper de presidenta en funcions.

18 de gener de 2022:
- Elecció de la presidència i vicepresidències del Parlament Europeu per a la segona meitat de legislatura.
  - Roberta Metsola (PPE) de Malta és elegida presidenta.
  - Othmar Karas (PPE) d'Àustria és elegit primer vicepresident.

9 de desembre de 2022:
- Batuda de la policia belga que fa públic l'escàndol de corrupció Qatargate.

13 d'octubre de 2023:
- Direcció - Socialdemocràcia (Smer) d'Eslovàquia es expulsat de l'Aliança Progressista de Socialistes i Demòcrates.

27 de març de 2024:
- Txèquia sanciona el lloc de notícies "La veu d'Europa" i dona inici a l'escàndol de la influència russa.

22-25 d'abril de 2024
- Darrera sessió plenària de la IX legislatura del Parlament Europeu.

23 de maig de 2024:
- Alternativa per Alemanya (AfD) es expulsat d'Identitat i Democràcia.

6-9 de juny de 2024:
- Eleccions al Parlament Europeu de 2024.
  - Grups a la dissolució: PPE (176), S&D (139), RE (102), Verds/ALE (71), CRE (69), ID (49), L'Esquerra (37) i NI (62).

## Resultat de les eleccions

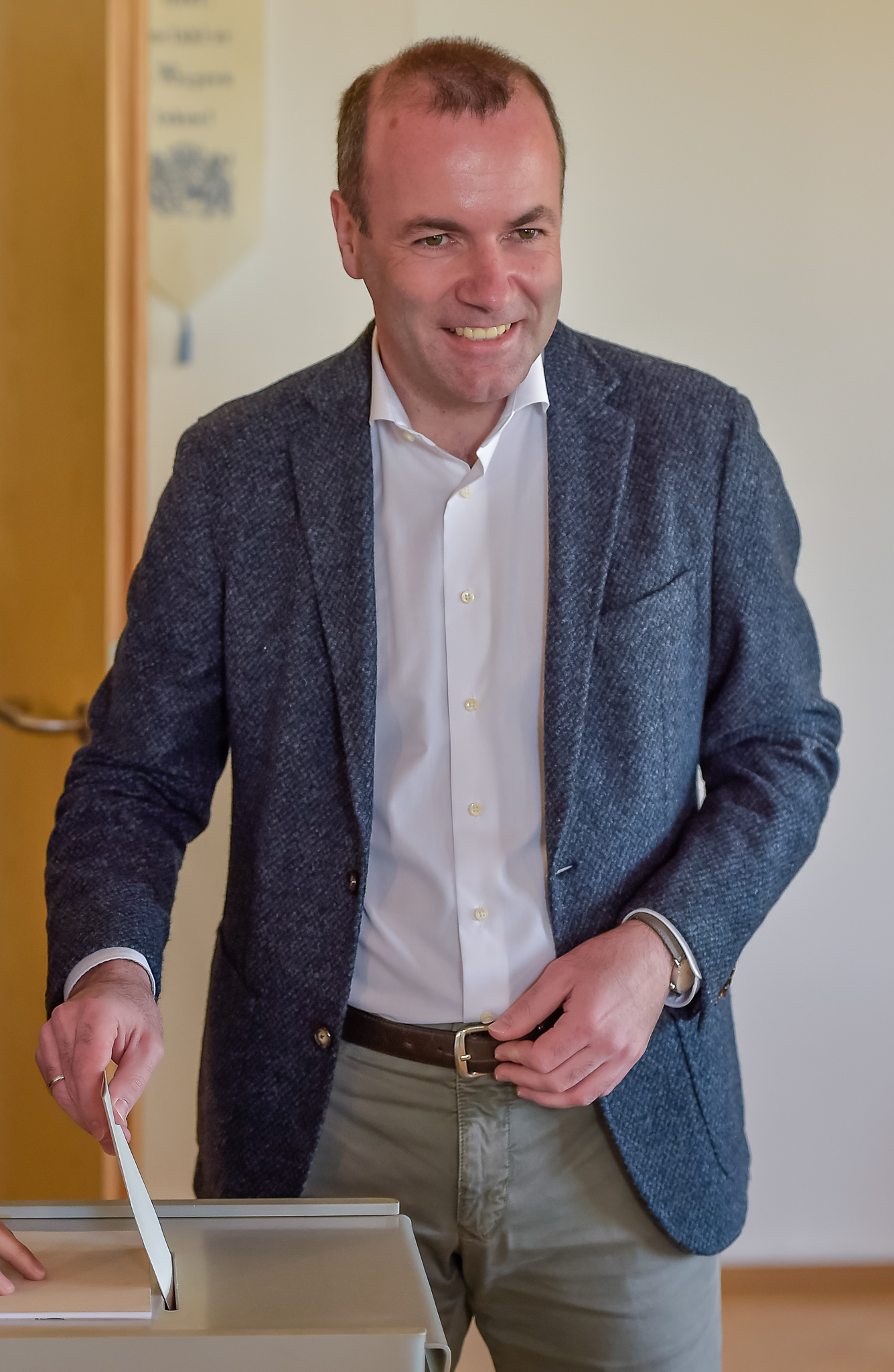
Manfred Weber votant a les eleccions al Parlament Europeu de 2019.

Les eleccions van donar com a resultat l'entrada de més d'una trentena de nous partits, entre ells els partits d'extrema dreta Germans d'Itàlia, Vox i el Partit del Brexit del Regne Unit. També van ser beneficiats els partits animalistes, agrupats en Animal Politics EU, que van guanyar representació a Portugal i Països Baixos, el Partit Pirata Europeu, que va ser tercera força més votada a Txèquia, i Volt Europa, que va aconseguir representació a Alemanya.
Si mirem per partits, el Partit Popular Europeu va tornar a guanyar les eleccions amb 173 diputats al Parlament Europeu enfront dels 147 del Partit dels Socialistes Europeus, perdent 35 i 33 seients respectivament sobre les eleccions de 2014. Les baixades dels populars es concentren sobretot a Alemanya, França, Polònia, Espanya i Itàlia, que van perdre 34 escons, mentre que la dels socialistes baixen a Itàlia, Alemanya, el Regne Unit, França i Romania, on van caure 49 escons, però van compensar una part per la pujada de 8 seients a Espanya.
Prop del 61% dels eurodiputats electes no eren diputats sortints, una xifra rècord per al Parlament Europeu, mentre que el 40% dels diputats eren dones, també rècord. El parlamentari més vell va ser l'antic primer ministre italià Silvio Berlusconi, amb 82 anys al principi de la legislatura, mentre que la més jove va ser la danesa Kira Marie Peter-Hansen, amb 21 anys en el moment de la seva elecció.

## Formació dels grups polítics

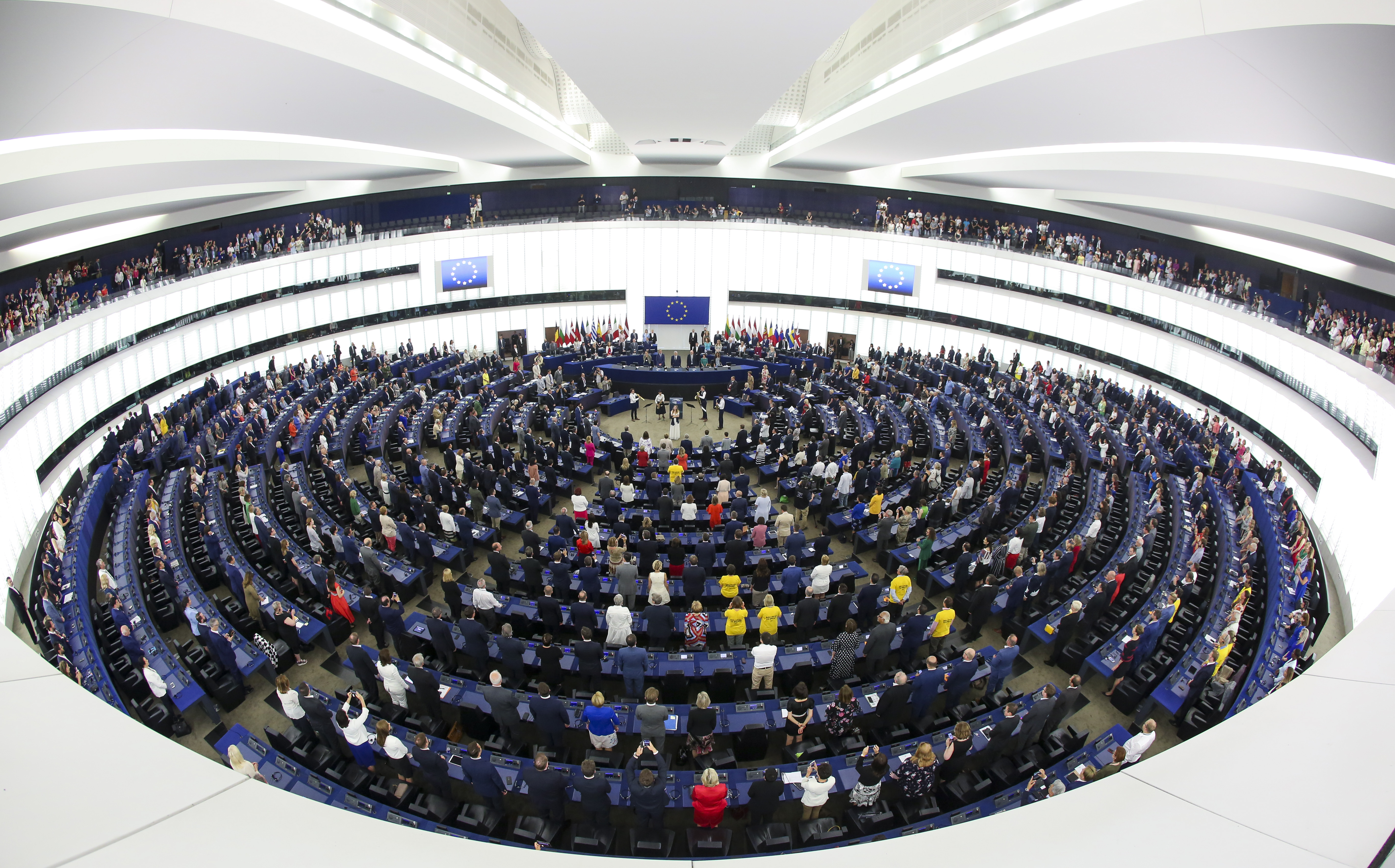
Sessió de constitució del Parlament Europeu.

Durant el mes de juny de 2019, els diferents diputats electes van negociar per a formar els grups polítics del Parlament Europeu, que necessiten un mínim de 25 eurodiputats de set estats membre de la Unió Europea. Dels set grups que van acabar la VIII legislatura del Parlament Europeu, van continuar amb el mateix nom el Grup del Partit Popular Europeu, que va tornar a ser el grup més important malgrat baixar a 182 escons, el Grup de l'Aliança Progressista de Socialistes i Demòcrates, amb una baixada de 33 escons, el Grup Els Verds/Aliança Lliure Europea que va aconseguir la quarta plaça i va sumar 23 escons, el Grup dels Conservadors i Reformistes Europeus que va passar de la tercera a la sisena plaça baixant 15 escons, i el Grup Confederal de l'Esquerra Unitària Europea / Esquerra Verda Nòrdica que va perdre 11 escons i va ser el grup més petit de tot l'hemicicle.
Per part seva, el Grup de l'Aliança dels Liberals i Demòcrates per Europa liderat pel Partit de l'Aliança dels Liberals i Demòcrates per Europa va decidir canviar de nom després de l'entrada del partit francès La República en marxa d'Emmanuel Macron. El nou grup, anomenat Renovar Europa es va formar amb 108 eurodiputats, 39 més dels que tenia l'ALDE en finalitzar l'anterior legislatura.
Entre els partits populistes i d'extrema dreta, el grup Europa de les Nacions i de les Llibertats va anunciar el 12 de juny de 2019 que canviaria de nom per a formar Identitat i Democràcia, amb la presència de la Lliga Nord d'Itàlia, el Reagrupament Nacional de França i Alternativa per Alemanya entre d'altres. Aquest grup va aconseguir el suport de diversos partits que fins al moment formaven part del grup Europa de la Llibertat i la Democràcia Directa, creat la legislatura anterior per un acord entre el Partit de la Independència del Regne Unit (dels quals molts diputats es van passar al final de la legislatura al Partit del Brexit) i l'italià Moviment 5 Estrelles, deixant a tots dos partits sense grup propi, adscrits a No inscrits.
| Grup polític | Grup polític                                                                      | Partit(s) polític(s) | Posició                        | Ideologia                                                                      | Escons    |
| ------------ | --------------------------------------------------------------------------------- | --- | ------------------------------ | ------------------------------------------------------------------------------ | --------- |
|              | Grup del Partit Popular Europeu (Demòcrata-Cristians) (PPE)                       | - Partit Popular Europeu: 173 - Moviment Polític Cristià Europeu: 2 - Sense partit europeu: 7                                                                                                | Centredreta                    | Conservadorisme liberal Democràcia cristiana Neoliberalisme Europeisme         | 182 / 751 |
|              | Grup de l'Aliança Progressista de Socialistes i Demòcrates (S&D)                  | - Partit dels Socialistes Europeus: 147 - Partit Demòcrata Europeu: 2 - Sense partit europeu: 5                                                                                              | Centreesquerra                 | Socialdemocràcia Socialisme democràtic Progressisme Europeisme                 | 154 / 751 |
|              | Grup Renovar Europa (RE)                                                          | - Liberals i Demòcrates per Europa: 76 - Partit Demòcrata Europeu: 9 - Sense partit europeu: 23                                                                                              | Centre                         | Liberalisme Socioliberalisme Progressisme Europeisme                           | 108 / 751 |
|              | Grup d'Els Verds/Aliança Lliure Europea (Verds/ALE)                               | - Partit Verd Europeu: 55 - Aliança Lliure Europea: 7 - Partit Pirata Europeu: 4 - Aliança de l'Esquerra Verda Nòrdica: 2 - Animal Politics EU: 1 - Volt Europa: 1 - Sense partit europeu: 4 | Centreesquerra Transversalisme | Ecologisme Regionalisme Independentisme Europeisme                             | 74 / 751  |
|              | Grup Identitat i Democràcia (ID)                                                  | - Partit Identitat i Democràcia: 60 - Sense partit europeu: 13 | Ultradreta                     | Populisme Conservadorisme nacionalista Antiimigració Euroescepticisme fort     | 73 / 751  |
|              | Grup dels Conservadors i Reformistes Europeus (CRE)                               | - Conservadors i Reformistes Europeus: 43 - Aliança Lliure Europea: 3 - Moviment Polític Cristià Europeu: 2 - Sense partit europeu: 14                                                       | Dreta Ultradreta               | Conservadorisme nacionalista Neoliberalisme Populisme Euroescepticisme moderat | 62 / 751  |
|              | Grup Confederal de l'Esquerra Unitària Europea - Esquerra Verda Nòrdica (EUE-EVN) | - Partit de l'Esquerra Europea: 19 - Ara la Gent: 9 - Aliança de l'Esquerra Verda Nòrdica: 2 - Animal Politics EU: 2 - Sense partit europeu: 9                                               | Esquerra                       | Socialisme democràtic Marxisme Anticapitalisme Euroescepticisme moderat        | 41 / 751  |
|              | No inscrits (NI)                                                                  | - Aliança per la Pau i la Llibertat: 1 - Sense partit europeu: 53 |                                |                                                                                | 54 / 751  |
|              | Sense acreditació                                                                 | - Aliança Lliure Europea: 1 - Sense partit europeu: 2 |                                |                                                                                | 3 / 751   |

| Estat | Grups polítics del Parlament Europeu | Grups polítics del Parlament Europeu | Grups polítics del Parlament Europeu | Grups polítics del Parlament Europeu | Grups polítics del Parlament Europeu | Grups polítics del Parlament Europeu | Grups polítics del Parlament Europeu | Grups polítics del Parlament Europeu     | Grups polítics del Parlament Europeu | Grups polítics del Parlament Europeu | Grups polítics del Parlament Europeu | Grups polítics del Parlament Europeu | Grups polítics del Parlament Europeu | Grups polítics del Parlament Europeu | Grups polítics del Parlament Europeu | Grups polítics del Parlament Europeu | MEP |    |    |
| Estat | PPE                                  | PPE                                  | S&D                                  | S&D                                  | RE                                   | RE                                   | Verds/ALE                            | Verds/ALE                                | ID                                   | ID                                   | CRE                                  | CRE                                  | EUE-EVN                              | EUE-EVN                              | NI / altres                          | NI / altres                          | MEP |    |    |
| --- | ------------------------------------ | ------------------------------------ | ------------------------------------ | ------------------------------------ | ------------------------------------ | ------------------------------------ | ------------------------------------ | ---------------------------------------- | ------------------------------------ | ------------------------------------ | ------------------------------------ | ------------------------------------ | ------------------------------------ | ------------------------------------ | ------------------------------------ | ------------------------------------ | --- | -- | -- |
| Estat | Alemanya                             | 23 CDU 6 CSU                         | -5                                   | 16 SPD                               | -11                                  | 5 FDP 2 FW                           | +3                                   | 21 Grüne 1 Piraten 1 ÖDP 1 PARTEI 1 Volt | +21                                  | 11 AfD                               | +10                                  | 1 Familie                            | -5                                   | 5 Linke 1 Tierschutz                 | -2                                   | 1 PARTEI                             | MEP | -1 | 96 |
| França | 8 LR-LC                              | -12                                  | 3 PS 1 PP 1 ND                       | -7                                   | 15 LREM 5 MoDem 1 MR                 | +14                                  | 11 EE-LV 1 PNC                       | +6                                       | 22 RN                                | +7                                   |                                      |                                      | 6 FI                                 | +1                                   |                                      | -3                                   | 74  |    |    |
| Regne Unit |                                      | -2                                   | 10 Lab                               | -10                                  | 16 LibDem 1 APNI                     | +16                                  | 7 Green 3 SNP 1 PC                   | +5                                       |                                      | -3                                   | 4 Cons.                              | -15                                  | 1 SF                                 |                                      | 29 Brexit 1 DUP                      | +27                                  | 73  |    |    |
| Itàlia | 6 FI 1 SVP                           | -5                                   | 19 PD                                | -12                                  |                                      | -1                                   |                                      | -1                                       | 28 Lega                              | +22                                  | 5 FdI                                |                                      |                                      | -3                                   | 14 M5S                               | +14                                  | 73  |    |    |
| Espanya | 12 PP                                | -5                                   | 20 PSOE                              | +6                                   | 7 C's 1 PNV                          |                                      | 1 ERC 1 CComú                        | -2                                       |                                      |                                      | 3 Vox                                | +3                                   | 3 Podemos 2 IU 1 EH Bildu            | -3                                   | 2 Junts 1 ERC                        | +2                                   | 54  |    |    |
| Polònia | 12 PO 3 PSL 1 Karpiński 1 Adamowicz  | -5                                   | 5 SLD 3 Wiosna                       | +3                                   |                                      |                                      |                                      |                                          |                                      | -2                                   | 24 PiS 1 SP 1 P                      | +7                                   |                                      |                                      |                                      | -2                                   | 51  |    |    |
| Romania | 10 PNL 2 PMP 2 RMDSZ                 | +1                                   | 8 PSD 2 PRO                          | -3                                   | 8 USR-PLUS                           | +5                                   |                                      |                                          |                                      |                                      |                                      | -2                                   |                                      |                                      |                                      | -2                                   | 32  |    |    |
| Països Baixos | 4 CDA 1 CU 1 50+                     | +1                                   | 6 PvdA                               | +3                                   | 4 VVD 2 D66                          | -1                                   | 3 GL                                 | +1                                       |                                      | -4                                   | 3 FVD 1 SGP                          | +2                                   | 1 PvdD                               | -2                                   |                                      |                                      | 26  |    |    |
| Bèlgica | 2 CDenV 2 CDH-CSP                    |                                      | 2 PS 1 SP.A                          | -1                                   | 2 VLD 2 MR                           | -2                                   | 2 Ecolo 1 Groen                      | +1                                       | 3 VB                                 | +2                                   | 3 NV-A                               | -1                                   | 1 PvdA                               | +1                                   |                                      |                                      | 21  |    |    |
| Txèquia | 2 TOP 09 2 KDU-CSL 1 STAN            | -2                                   |                                      | -4                                   | 6 ANO                                | +2                                   | 3 Pirati                             | +3                                       | 2 Sbovodní                           | +2                                   | 4 ODS                                | +2                                   | 1 KSČM                               | -2                                   |                                      |                                      | 21  |    |    |
| Grècia | 8 ND                                 | +3                                   | 2 KINAL                              | -2                                   |                                      |                                      |                                      |                                          |                                      |                                      | 1 Ellininki                          |                                      | 6 Syriza                             |                                      | 2 XA 2 KKE                           | -1                                   | 21  |    |    |
| Hongria | 12 FIDESZ 1 KDNP                     | +1                                   | 4 DK 1 MSZP                          | +2                                   | 2 Momentum                           | +2                                   |                                      | -2                                       |                                      |                                      |                                      |                                      |                                      |                                      | 1 Jobbik                             | -2                                   | 21  |    |    |
| Portugal | 6 PSD 1 CDS-PP                       | -1                                   | 9 PS                                 | +1                                   |                                      | -1                                   | 1 PAN                                | +1                                       |                                      |                                      |                                      |                                      | 2 BE 2 PCP                           |                                      |                                      |                                      | 21  |    |    |
| Suècia | 4 MOD 2 KD                           | +2                                   | 5 SAP                                | -1                                   | 2 CP 1 FP                            |                                      | 2 MP                                 | -2                                       |                                      |                                      | 3 SD                                 | +1                                   | 1 V                                  |                                      |                                      |                                      | 20  |    |    |
| Àustria | 7 ÖVP                                | +2                                   | 5 SPO                                |                                      | 1 NEOS                               |                                      | 2 Grünen                             | -1                                       | 3 FPÖ                                | -1                                   |                                      |                                      |                                      |                                      |                                      |                                      | 18  |    |    |
| Bulgària | 6 GERB-SDS 1 BD                      |                                      | 5 BSP                                | +1                                   | 3 DPS                                | -1                                   |                                      |                                          |                                      |                                      | 2 VMRO                               |                                      |                                      |                                      |                                      |                                      | 17  |    |    |
| Finlàndia | 3 KOK                                |                                      | 2 SDP                                |                                      | 2 KESK 1 SFP/RKP                     | -1                                   | 2 Vihr                               | +1                                       | 2 PS                                 | +2                                   |                                      | -2                                   | 1 VAS                                |                                      |                                      |                                      | 13  |    |    |
| Dinamarca | 1 C                                  |                                      | 3 SD                                 |                                      | 3 V 2 RV                             | +2                                   | 2 SF                                 | +1                                       | 1 DF                                 | +1                                   |                                      | -2                                   | 1 Ø                                  |                                      |                                      | -1                                   | 13  |    |    |
| Eslovàquia | 2 SPOLU 1 KDH 1 OL'anNO              | -2                                   | 3 SMER                               | -1                                   | 2 PS                                 | +2                                   |                                      |                                          |                                      |                                      | 2 SaS                                | -1                                   |                                      |                                      | 2 Kotleba                            | +2                                   | 13  |    |    |
| Irlanda | 4 FG                                 | -1                                   |                                      | -1                                   | 1 FF                                 |                                      | 2 Green                              | +2                                       |                                      |                                      |                                      | -1                                   | 1 SF 2 I4C 1 Ming                    |                                      |                                      |                                      | 11  |    |    |
| Croàcia | 4 HDZ                                | -1                                   | 3 SDP                                | +1                                   | 1 IDS                                | -1                                   |                                      | -1                                       |                                      |                                      | 1 HKS                                |                                      |                                      |                                      | 1 ZZ 1 Kolakušić                     | +2                                   | 11  |    |    |
| Lituània | 3 TS-LKD 1 Maldeikienė               | +1                                   | 2 LSDP                               |                                      | 1 LRLS 1 DP                          | -1                                   | 2 LVŽS                               | +1                                       |                                      | -1                                   | 1 LLRA-KŠS                           |                                      |                                      |                                      |                                      |                                      | 11  |    |    |
| Letònia | 2 VIENOTIBA                          | -2                                   | 2 SDP                                | +1                                   | 1 API                                |                                      | 1 LKS                                |                                          |                                      |                                      | 2 TB/LNNK                            | +1                                   |                                      |                                      |                                      |                                      | 8   |    |    |
| Eslovènia | 3 SDS-SLS 1 N.Si                     | -1                                   | 2 SD                                 | +1                                   | 2 LMŠ                                | +1                                   |                                      | -1                                       |                                      |                                      |                                      |                                      |                                      |                                      |                                      |                                      | 8   |    |    |
| Estònia |                                      | -1                                   | 2 SDE                                | +1                                   | 2 REF 1 KE                           |                                      |                                      | -1                                       | 1 EKRE                               | +1                                   |                                      |                                      |                                      |                                      |                                      |                                      | 6   |    |    |
| Xipre | 2 DISi                               | +1                                   | 1 EDEK 1 DIKO                        |                                      |                                      |                                      |                                      |                                          |                                      |                                      |                                      | -1                                   | 2 AKEL                               |                                      |                                      |                                      | 6   |    |    |
| Luxemburg | 2 CSV                                | -1                                   | 1 LSAP                               |                                      | 2 DP                                 | +1                                   | 1 Gréng                              |                                          |                                      |                                      |                                      |                                      |                                      |                                      |                                      |                                      | 6   |    |    |
| Malta | 2 PN                                 | -1                                   | 4 PL                                 | +1                                   |                                      |                                      |                                      |                                          |                                      |                                      |                                      |                                      |                                      |                                      |                                      |                                      | 6   |    |    |
| Total | 182                                  | -34                                  | 154                                  | -33                                  | 108                                  | +39                                  | 74                                   | +23                                      | 73                                   | +17                                  | 62                                   | -15                                  | 41                                   | -11                                  | 57                                   | +36                                  | MEP |    |    |
| Total |                                      |                                      |                                      |                                      |                                      |                                      |                                      |                                          |                                      |                                      |                                      |                                      |                                      |                                      |                                      |                                      | MEP |    |    |
| Total | PPE                                  | PPE                                  | S&D                                  | S&D                                  | RE                                   | RE                                   | Verds/ALE                            | Verds/ALE                                | ID                                   | ID                                   | CRE                                  | CRE                                  | EUE-EVN                              | EUE-EVN                              | NI / altres                          | NI / altres                          | MEP |    |    |
| Total | Grups polítics del Parlament Europeu |                                      |                                      |                                      |                                      |                                      |                                      |                                          |                                      |                                      |                                      |                                      |                                      |                                      |                                      |                                      | MEP |    |    |
| Nota: - Les dades comparatives són en relació amb l'organització dels grups a l'inici del novè mandat del Parlament Europeu. - Els diputats de Junts i Oriol Junqueras d'ERC no van poder participar de la Constitució del Parlament Europeu per no tenir l'acreditació de la Junta Electoral d'Espanya. |                                      |                                      |                                      |                                      |                                      |                                      |                                      |                                          |                                      |                                      |                                      |                                      |                                      |                                      |                                      |                                      |     |    |    |

## Elecció de la Mesa per la primera meitat de la legislatura
Després de la constitució del nou Parlament Europeu, el 2 de juliol de 2019, els grups polítics van triar als seus representants en la Mesa del Parlament, incloent-hi el president, 14 vicepresidents i 5 qüestors, per la primera meitat de la legislatura.

### Presidència
Per a la presidència del Parlament, el Grup de l'Aliança Progressista de Socialistes i Demòcrates va presentar a l'italià David Sassoli, que va ser elegit en segona votació amb el suport del seu grup i de part del Grup del Partit Popular Europeu i de Renovar Europa, que no van votar en bloc malgrat l'acord de repartiment de càrrecs. A més van competir el txec Jan Zahradil pel Grup dels Conservadors i Reformistes Europeus, l'alemanya Ska Keller, que també va ser candidata a presidir la Comissió Europea, pel Grup dels Verds/Aliança Lliure Europea i l'espanyola Sira Rego pel Grup Confederal de l'Esquerra Unitària Europea / Esquerra Verda Nòrdica.
| Votació per a la presidència del Parlament Europeu Vots emesos en primera votació: 662 \| Vots blancs o nuls: 73 \| Majoria absoluta: 332 Vots emesos en segona votació: 667 \| Vots blancs o nuls: 37 \| Majoria absoluta: 334 |                          |                            |                              |                           |
| Candidat |                          |                            |                              |                           |
| |                          |                            |                              |                           |
| David Sassoli | Jan Zahradil             | Ska Keller                 | Sira Rego                    |                           |
| Estat | Itàlia                   | Txèquia                    | Alemanya                     | Espanya                   |
| Partit polític | Partit Democràtic        | Partit Democràtic Cívic    | Aliança 90/Els Verds         | Esquerra Unida            |
| Grup polític | Socialistes i Demòcrates | Conservadors i Reformistes | Verds/Aliança Lliure Europea | Esquerra Unitària Europea |
| 1a votació | 325                      | 162                        | 133                          | 42                        |
| 2a votació | 345                      | 160                        | 119                          | 43                        |

### Vicepresidències
En les 14 vicepresidències, cinc pertanyen al Grup del Partit Popular Europeu, tres al Grup de l'Aliança Progressista de Socialistes i Demòcrates, dues per al Grup Renovar Europa i per al Grup dels Verds/Aliança Lliure Europea, i un per al Grup Confederal de l'Esquerra Unitària Europea / Esquerra Verda Nòrdica i per al partit Moviment 5 Estrelles, en el grup dels No inscrits.
| Votació per a les vicepresidències del Parlament Europeu |                        |           |                                     |              |      |
| Primera volta                                            |                        |           |                                     |              |      |
| Nom                                                      | Nom                    | Estat     | Partit Polític                      | Grup polític | Vots |
|                                                          | Mairead McGuinness     | Irlanda   | Fine Gael                           | PPE          | 618  |
|                                                          | Pedro Silva            | Portugal  | Partit Socialista                   | S&D          | 556  |
|                                                          | Rainer Wieland         | Alemanya  | Unió Demòcrata Cristiana d'Alemanya | PPE          | 516  |
|                                                          | Katarina Barley        | Alemanya  | Partit Socialdemòcrata d'Alemanya   | S&D          | 516  |
|                                                          | Othmar Karas           | Àustria   | Partit Popular d'Àustria            | PPE          | 477  |
|                                                          | Ewa Bożena Kopacz      | Polònia   | Plataforma Cívica                   | PPE          | 461  |
|                                                          | Klara Dobrev           | Hongria   | Coalició Democràtica                | S&D          | 402  |
|                                                          | Dita Charanzová        | Txèquia   | ANO 2011                            | RE           | 395  |
|                                                          | Nicola Beer            | Alemanya  | Partit Democràtic Lliure            | RE           | 363  |
|                                                          | Lívia Járóka           | Hongria   | Fidesz - Unió Cívica Hongaresa      | PPE          | 349  |
|                                                          | Heidi Hautala          | Finlàndia | Lliga Verda                         | Verds/ALE    | 336  |
| Segona volta                                             |                        |           |                                     |              |      |
| Nom                                                      | Nom                    | Estat     | Partit Polític                      | Grup polític | Vots |
|                                                          | Marcel Kolaja          | Txèquia   | Partit Pirata Txec                  | Verds/ALE    | 426  |
|                                                          | Dimitrios Papadimoulis | Grècia    | Coalició de l'Esquerra Radical      | EUE/EVN      | 401  |
| Tercera volta                                            |                        |           |                                     |              |      |
| Nom                                                      | Nom                    | Estat     | Partit Polític                      | Grup polític | Vots |
|                                                          | Fabio Massimo Castaldo | Itàlia    | Moviment 5 Estrelles                | No inscrits  | 248  |

### Qüestors
Els qüestors són els encarregats de les qüestions administratives i financeres que afecten directament els eurodiputats i garanteixen que aquests disposin de les infraestructures necessàries per a dur a terme el seu treball. Són membres de la Mesa del Parlament Europeu, però no tenen dret a vot.
| Votació per als qüestors del Parlament Europeu |                   |            |                             |              |      |
| Primera volta                                  |                   |            |                             |              |      |
| Nom                                            | Nom               | Estat      | Partit Polític              | Grup polític | Vots |
|                                                | Anne Sander       | França     | Els Republicans             | PPE          | 452  |
|                                                | Monika Benova     | Eslovàquia | Direcció - Socialdemocràcia | S&D          | 391  |
|                                                | David Casa        | Malta      | Partit Nacionalista         | PPE          | 391  |
|                                                | Gilles Boyer      | França     | La República en Marxa       | RE           | 317  |
|                                                | Karol Adam Karski | Polònia    | Llei i Justícia             | CRE          | 261  |

## Comissions parlamentàries
Una vegada constituït el Parlament Europeu, els eurodiputats es divideixen en vint comissions, i tres subcomissions, per a treballar, de manera individualitzada, temàtiques concretes, que inclouen assumptes com a desenvolupament, comerç internacional, pesca, cultura i educació o drets de la dona. Cada comissió escull un president i quatre vicepresidents per ordenar i moderar els debats.
| Comité                                                                 | Comité                                                                 | MEP | Presidència | Presidència | Presidència              | Vicepresidències        | Vicepresidències             | Vicepresidències            |
| ---------------------------------------------------------------------- | ---------------------------------------------------------------------- | --- | ----------- | ----------- | ------------------------ | ----------------------- | ---------------------------- | --------------------------- |
| Comissió d'Afers Exteriors (AFET)                                      | Comissió d'Afers Exteriors (AFET)                                      | 79  |             | · PPE       | David McAllister         |                         | CRE                          | Witold Waszczykowski        |
| Comissió d'Afers Exteriors (AFET)                                      | Comissió d'Afers Exteriors (AFET)                                      | 79  |             | · PPE       | David McAllister         | RE                      | Urmas Paet                   |                             |
| Comissió d'Afers Exteriors (AFET)                                      | Comissió d'Afers Exteriors (AFET)                                      | 79  |             | · PPE       | David McAllister         | S&D                     | Sergei Stanishev             |                             |
| Comissió d'Afers Exteriors (AFET)                                      | Comissió d'Afers Exteriors (AFET)                                      | 79  |             | · PPE       | David McAllister         | PPE                     | Željana Zovko                |                             |
|                                                                        | Subcomissió de Seguretat i Defensa (SEDE)                              | 30  |             | · RE        | Nathalie Loiseau         |                         | PPE                          | Nikos Androulakis           |
|                                                                        | Subcomissió de Seguretat i Defensa (SEDE)                              | 30  | S&D         | · RE        | Nathalie Loiseau         | Rasa Juknevičienė       |                              |                             |
|                                                                        | Subcomissió de Seguretat i Defensa (SEDE)                              | 30  | EUE         | · RE        | Nathalie Loiseau         | Özlem Demirel           |                              |                             |
|                                                                        | Subcomissió de Seguretat i Defensa (SEDE)                              | 30  | PPE         | · RE        | Nathalie Loiseau         | Lukas Mandl             |                              |                             |
|                                                                        | Subcomissió de Drets Humans (DROI)                                     | 30  |             | · S&D       | Marie Arena              |                         | RE                           | Irina von Wiese             |
|                                                                        | Subcomissió de Drets Humans (DROI)                                     | 30  | V-A         | · S&D       | Marie Arena              | Hannah Neumann          |                              |                             |
|                                                                        | Subcomissió de Drets Humans (DROI)                                     | 30  | PPE         | · S&D       | Marie Arena              | Christian Sagartz       |                              |                             |
|                                                                        | Subcomissió de Drets Humans (DROI)                                     | 30  | S&D         | · S&D       | Marie Arena              | Raphaël Glucksmann      |                              |                             |
| Comissió de Desenvolupament (DEVE)                                     | Comissió de Desenvolupament (DEVE)                                     | 28  |             | · PPE       | Tomas Tobé               |                         | V-A                          | Pierrette Herzberger-Fofana |
| Comissió de Desenvolupament (DEVE)                                     | Comissió de Desenvolupament (DEVE)                                     | 28  |             | · PPE       | Tomas Tobé               | S&D                     | Norbert Neuser               |                             |
| Comissió de Desenvolupament (DEVE)                                     | Comissió de Desenvolupament (DEVE)                                     | 28  |             | · PPE       | Tomas Tobé               | RE                      | Chrysoula Zacharopoulou      |                             |
| Comissió de Desenvolupament (DEVE)                                     | Comissió de Desenvolupament (DEVE)                                     | 28  |             | · PPE       | Tomas Tobé               | V-A                     | Erik Marquardt               |                             |
| Comissió de Comerç Internacional (INTA)                                | Comissió de Comerç Internacional (INTA)                                | 41  |             | · S&D       | Bernd Lange              |                         | CRE                          | Jan Zahradil                |
| Comissió de Comerç Internacional (INTA)                                | Comissió de Comerç Internacional (INTA)                                | 41  |             | · S&D       | Bernd Lange              | PPE                     | Iuliu Winkler                |                             |
| Comissió de Comerç Internacional (INTA)                                | Comissió de Comerç Internacional (INTA)                                | 41  |             | · S&D       | Bernd Lange              | PPE                     | Anna-Michelle Assimakopoulou |                             |
| Comissió de Comerç Internacional (INTA)                                | Comissió de Comerç Internacional (INTA)                                | 41  |             | · S&D       | Bernd Lange              | RE                      | Marie-Pierre Vedrenne        |                             |
| Comissió de Pressupostos (BUDG)                                        | Comissió de Pressupostos (BUDG)                                        | 41  |             | · CRE       | Johan Van Overtveldt     |                         | PPE                          | Janusz Lewandowski          |
| Comissió de Pressupostos (BUDG)                                        | Comissió de Pressupostos (BUDG)                                        | 41  |             | · CRE       | Johan Van Overtveldt     | RE                      | Olivier Chastel              |                             |
| Comissió de Pressupostos (BUDG)                                        | Comissió de Pressupostos (BUDG)                                        | 41  |             | · CRE       | Johan Van Overtveldt     | S&D                     | Margarida Marques            |                             |
| Comissió de Pressupostos (BUDG)                                        | Comissió de Pressupostos (BUDG)                                        | 41  |             | · CRE       | Johan Van Overtveldt     | PPE                     | Niclas Herbst                |                             |
| Comissió de Control Pressupostari (CONT)                               | Comissió de Control Pressupostari (CONT)                               | 30  |             | · PPE       | Monika Hohlmeier         |                         | S&D                          | Isabel García Muñoz         |
| Comissió de Control Pressupostari (CONT)                               | Comissió de Control Pressupostari (CONT)                               | 30  |             | · PPE       | Monika Hohlmeier         | S&D                     | Caterina Chinnici            |                             |
| Comissió de Control Pressupostari (CONT)                               | Comissió de Control Pressupostari (CONT)                               | 30  |             | · PPE       | Monika Hohlmeier         | RE                      | Martina Dlabajová            |                             |
| Comissió de Control Pressupostari (CONT)                               | Comissió de Control Pressupostari (CONT)                               | 30  |             | · PPE       | Monika Hohlmeier         | PPE                     | Petri Sarvamaa               |                             |
| Comissió d'Afers Econòmics i Monetaris (ECON)                          | Comissió d'Afers Econòmics i Monetaris (ECON)                          | 61  |             | · S&D       | Irene Tinagli            |                         | PPE                          | Luděk Niedermayer           |
| Comissió d'Afers Econòmics i Monetaris (ECON)                          | Comissió d'Afers Econòmics i Monetaris (ECON)                          | 61  |             | · S&D       | Irene Tinagli            | RE                      | Stéphanie Yon-Courtin        |                             |
| Comissió d'Afers Econòmics i Monetaris (ECON)                          | Comissió d'Afers Econòmics i Monetaris (ECON)                          | 61  |             | · S&D       | Irene Tinagli            | CRE                     | Michiel Hoogeveen            |                             |
| Comissió d'Afers Econòmics i Monetaris (ECON)                          | Comissió d'Afers Econòmics i Monetaris (ECON)                          | 61  |             | · S&D       | Irene Tinagli            | EUE                     | José Gusmão                  |                             |
|                                                                        | Subcomitè de Matèria Fiscal (FISC)                                     | 30  |             | · S&D       | Paul Tang                |                         | PPE                          | Markus Ferber               |
|                                                                        | Subcomitè de Matèria Fiscal (FISC)                                     | 30  | RE          | · S&D       | Paul Tang                | Martin Hlaváček         |                              |                             |
|                                                                        | Subcomitè de Matèria Fiscal (FISC)                                     | 30  | V-A         | · S&D       | Paul Tang                | Kira Marie Peter-Hansen |                              |                             |
|                                                                        | Subcomitè de Matèria Fiscal (FISC)                                     | 30  | PPE         | · S&D       | Paul Tang                | Othmar Karas            |                              |                             |
| Comissió d'Ocupació i Afers Socials (EMPL)                             | Comissió d'Ocupació i Afers Socials (EMPL)                             | 55  |             | · RE        | Lucia Ďuriš Nicholsonová |                         | S&D                          | Vilija Blinkevičiūtė        |
| Comissió d'Ocupació i Afers Socials (EMPL)                             | Comissió d'Ocupació i Afers Socials (EMPL)                             | 55  |             | · RE        | Lucia Ďuriš Nicholsonová | EUE                     | Sandra Pereira               |                             |
| Comissió d'Ocupació i Afers Socials (EMPL)                             | Comissió d'Ocupació i Afers Socials (EMPL)                             | 55  |             | · RE        | Lucia Ďuriš Nicholsonová | PPE                     | Tomáš Zdechovský             |                             |
| Comissió d'Ocupació i Afers Socials (EMPL)                             | Comissió d'Ocupació i Afers Socials (EMPL)                             | 55  |             | · RE        | Lucia Ďuriš Nicholsonová | V-A                     | Katrin Langensiepen          |                             |
| Comissió de Medi ambient, Salut Pública i Seguretat Alimentària (ENVI) | Comissió de Medi ambient, Salut Pública i Seguretat Alimentària (ENVI) | 88  |             | · RE        | Pascal Canfin            |                         | V-A                          | Bas Eickhout                |
| Comissió de Medi ambient, Salut Pública i Seguretat Alimentària (ENVI) | Comissió de Medi ambient, Salut Pública i Seguretat Alimentària (ENVI) | 88  |             | · RE        | Pascal Canfin            | S&D                     | Seb Dance                    |                             |
| Comissió de Medi ambient, Salut Pública i Seguretat Alimentària (ENVI) | Comissió de Medi ambient, Salut Pública i Seguretat Alimentària (ENVI) | 88  |             | · RE        | Pascal Canfin            | PPE                     | Dan-Ștefan Motreanu          |                             |
| Comissió de Medi ambient, Salut Pública i Seguretat Alimentària (ENVI) | Comissió de Medi ambient, Salut Pública i Seguretat Alimentària (ENVI) | 88  |             | · RE        | Pascal Canfin            | EUE                     | Anja Hazekamp                |                             |
| Comissió d'Indústria, Investigació i Energia (ITRE)                    | Comissió d'Indústria, Investigació i Energia (ITRE)                    | 72  |             | · PPE       | Cristian Bușoi           |                         | CRE                          | Zdzisław Krasnodębski       |
| Comissió d'Indústria, Investigació i Energia (ITRE)                    | Comissió d'Indústria, Investigació i Energia (ITRE)                    | 72  |             | · PPE       | Cristian Bușoi           | RE                      | Morten Helveg Petersen       |                             |
| Comissió d'Indústria, Investigació i Energia (ITRE)                    | Comissió d'Indústria, Investigació i Energia (ITRE)                    | 72  |             | · PPE       | Cristian Bușoi           | S&D                     | Patrizia Toia                |                             |
| Comissió d'Indústria, Investigació i Energia (ITRE)                    | Comissió d'Indústria, Investigació i Energia (ITRE)                    | 72  |             | · PPE       | Cristian Bușoi           | S&D                     | Lina Gálvez                  |                             |
| Comissió de Mercat Interior i Protecció del Consumidor (IMCO)          | Comissió de Mercat Interior i Protecció del Consumidor (IMCO)          | 45  |             | · Verds/ALE | Anna Cavazzini           |                         | RE                           | Andrus Ansip                |
| Comissió de Mercat Interior i Protecció del Consumidor (IMCO)          | Comissió de Mercat Interior i Protecció del Consumidor (IMCO)          | 45  |             | · Verds/ALE | Anna Cavazzini           | S&D                     | Maria Grapini                |                             |
| Comissió de Mercat Interior i Protecció del Consumidor (IMCO)          | Comissió de Mercat Interior i Protecció del Consumidor (IMCO)          | 45  |             | · Verds/ALE | Anna Cavazzini           | PPE                     | Krzysztof Hetman             |                             |
| Comissió de Mercat Interior i Protecció del Consumidor (IMCO)          | Comissió de Mercat Interior i Protecció del Consumidor (IMCO)          | 45  |             | · Verds/ALE | Anna Cavazzini           | S&D                     | Maria Manuel Leitão Marques  |                             |
| Comissió de Transports i Turisme (TRAN)                                | Comissió de Transports i Turisme (TRAN)                                | 49  |             | · Verds/ALE | Karima Delli             |                         | S&D                          | István Ujhelyi              |
| Comissió de Transports i Turisme (TRAN)                                | Comissió de Transports i Turisme (TRAN)                                | 49  |             | · Verds/ALE | Karima Delli             | PPE                     | Jens Gieseke                 |                             |
| Comissió de Transports i Turisme (TRAN)                                | Comissió de Transports i Turisme (TRAN)                                | 49  |             | · Verds/ALE | Karima Delli             | S&D                     | Andris Ameriks               |                             |
| Comissió de Transports i Turisme (TRAN)                                | Comissió de Transports i Turisme (TRAN)                                | 49  |             | · Verds/ALE | Karima Delli             | RE                      | Jan-Christoph Oetjen         |                             |
| Comissió de Desenvolupament Regional (REGI)                            | Comissió de Desenvolupament Regional (REGI)                            | 43  |             | · EUE/EVN   | Younous Omarjee          |                         | PPE                          | Krzysztof Hetman            |
| Comissió de Desenvolupament Regional (REGI)                            | Comissió de Desenvolupament Regional (REGI)                            | 43  |             | · EUE/EVN   | Younous Omarjee          | RE                      | Vlad-Marius Botoş            |                             |
| Comissió de Desenvolupament Regional (REGI)                            | Comissió de Desenvolupament Regional (REGI)                            | 43  |             | · EUE/EVN   | Younous Omarjee          | S&D                     | Adrian-Dragoş Benea          |                             |
| Comissió de Desenvolupament Regional (REGI)                            | Comissió de Desenvolupament Regional (REGI)                            | 43  |             | · EUE/EVN   | Younous Omarjee          | PPE                     | Isabel Benjumea Benjumea     |                             |
| Comissió d'Agricultura i Desenvolupament Rural (AGRI)                  | Comissió d'Agricultura i Desenvolupament Rural (AGRI)                  | 48  |             | · PPE       | Norbert Lins             |                         | V-A                          | Francisco Guerreiro         |
| Comissió d'Agricultura i Desenvolupament Rural (AGRI)                  | Comissió d'Agricultura i Desenvolupament Rural (AGRI)                  | 48  |             | · PPE       | Norbert Lins             | PPE                     | Daniel Buda                  |                             |
| Comissió d'Agricultura i Desenvolupament Rural (AGRI)                  | Comissió d'Agricultura i Desenvolupament Rural (AGRI)                  | 48  |             | · PPE       | Norbert Lins             | CRE                     | Mazaly Aguilar               |                             |
| Comissió d'Agricultura i Desenvolupament Rural (AGRI)                  | Comissió d'Agricultura i Desenvolupament Rural (AGRI)                  | 48  |             | · PPE       | Norbert Lins             | RE                      | Elsi Katainen                |                             |
| Comissió de Pesca (PECH)                                               | Comissió de Pesca (PECH)                                               | 28  |             | · RE        | Chris Davies             |                         | PPE                          | Peter van Dalen             |
| Comissió de Pesca (PECH)                                               | Comissió de Pesca (PECH)                                               | 28  |             | · RE        | Chris Davies             | RE                      | Søren Gade                   |                             |
| Comissió de Pesca (PECH)                                               | Comissió de Pesca (PECH)                                               | 28  |             | · RE        | Chris Davies             | S&D                     | Giuseppe Ferrandino          |                             |
| Comissió de Pesca (PECH)                                               | Comissió de Pesca (PECH)                                               | 28  |             | · RE        | Chris Davies             | PPE                     | Maria da Graça Carvalho      |                             |
| Comissió de Cultura i Educació (CULT)                                  | Comissió de Cultura i Educació (CULT)                                  | 31  |             | · PPE       | Sabine Verheyen          |                         | V-A                          | Romeo Franz                 |
| Comissió de Cultura i Educació (CULT)                                  | Comissió de Cultura i Educació (CULT)                                  | 31  |             | · PPE       | Sabine Verheyen          | CRE                     | Dace Melbārde                |                             |
| Comissió de Cultura i Educació (CULT)                                  | Comissió de Cultura i Educació (CULT)                                  | 31  |             | · PPE       | Sabine Verheyen          | S&D                     | Julie Ward                   |                             |
| Comissió de Cultura i Educació (CULT)                                  | Comissió de Cultura i Educació (CULT)                                  | 31  |             | · PPE       | Sabine Verheyen          | PPE                     | Milan Zver                   |                             |
| Comissió d'Afers Jurídics (JURI)                                       | Comissió d'Afers Jurídics (JURI)                                       | 25  |             | · RE        | Lucy Nethsingha          |                         | V-A                          | Sergey Lagodinsky           |
| Comissió d'Afers Jurídics (JURI)                                       | Comissió d'Afers Jurídics (JURI)                                       | 25  |             | · RE        | Lucy Nethsingha          | PPE                     | Marion Walsmann              |                             |
| Comissió d'Afers Jurídics (JURI)                                       | Comissió d'Afers Jurídics (JURI)                                       | 25  |             | · RE        | Lucy Nethsingha          | S&D                     | Iban García del Blanco       |                             |
| Comissió d'Afers Jurídics (JURI)                                       | Comissió d'Afers Jurídics (JURI)                                       | 25  |             | · RE        | Lucy Nethsingha          | CRE                     | Raffaele Stancanelli         |                             |
| Comissió de Llibertats Civils, Justícia i Assumptes d'Interior (LIBE)  | Comissió de Llibertats Civils, Justícia i Assumptes d'Interior (LIBE)  | 69  |             | · S&D       | Juan Fernando López      |                         | RE                           | Maite Pagazaurtundúa        |
| Comissió de Llibertats Civils, Justícia i Assumptes d'Interior (LIBE)  | Comissió de Llibertats Civils, Justícia i Assumptes d'Interior (LIBE)  | 69  |             | · S&D       | Juan Fernando López      | S&D                     | Pietro Bartolo               |                             |
| Comissió de Llibertats Civils, Justícia i Assumptes d'Interior (LIBE)  | Comissió de Llibertats Civils, Justícia i Assumptes d'Interior (LIBE)  | 69  |             | · S&D       | Juan Fernando López      | PPE                     | Andrzej Halicki              |                             |
| Comissió de Llibertats Civils, Justícia i Assumptes d'Interior (LIBE)  | Comissió de Llibertats Civils, Justícia i Assumptes d'Interior (LIBE)  | 69  |             | · S&D       | Juan Fernando López      | PPE                     | Emil Radev                   |                             |
| Comissió d'Afers Constitucionals (AFCO)                                | Comissió d'Afers Constitucionals (AFCO)                                | 28  |             | · PPE       | Antonio Tajani           |                         | S&D                          | Gabriele Bischoff           |
| Comissió d'Afers Constitucionals (AFCO)                                | Comissió d'Afers Constitucionals (AFCO)                                | 28  |             | · PPE       | Antonio Tajani           | RE                      | Charles Goerens              |                             |
| Comissió d'Afers Constitucionals (AFCO)                                | Comissió d'Afers Constitucionals (AFCO)                                | 28  |             | · PPE       | Antonio Tajani           | S&D                     | Giuliano Pisapia             |                             |
| Comissió d'Afers Constitucionals (AFCO)                                | Comissió d'Afers Constitucionals (AFCO)                                | 28  |             | · PPE       | Antonio Tajani           | PPE                     | Lóránt Vincze                |                             |
| Comissió de Drets de la Dona i Igualtat de Gènere (FEMM)               | Comissió de Drets de la Dona i Igualtat de Gènere (FEMM)               | 37  |             | · S&D       | Evelyn Regner            |                         | EUE                          | María Eugenia Rodríguez     |
| Comissió de Drets de la Dona i Igualtat de Gènere (FEMM)               | Comissió de Drets de la Dona i Igualtat de Gènere (FEMM)               | 37  |             | · S&D       | Evelyn Regner            | V A                     | Sylwia Spurek                |                             |
| Comissió de Drets de la Dona i Igualtat de Gènere (FEMM)               | Comissió de Drets de la Dona i Igualtat de Gènere (FEMM)               | 37  |             | · S&D       | Evelyn Regner            | PPE                     | Eliza Vozemberg              |                             |
| Comissió de Drets de la Dona i Igualtat de Gènere (FEMM)               | Comissió de Drets de la Dona i Igualtat de Gènere (FEMM)               | 37  |             | · S&D       | Evelyn Regner            | S&D                     | Robert Biedroń               |                             |
| Comissió de Peticions (PETI)                                           | Comissió de Peticions (PETI)                                           | 25  |             | · PPE       | Dolors Montserrat        |                         | V-A                          | Tatjana Ždanoka             |
| Comissió de Peticions (PETI)                                           | Comissió de Peticions (PETI)                                           | 25  |             | · PPE       | Dolors Montserrat        | RE                      | Yana Toom                    |                             |
| Comissió de Peticions (PETI)                                           | Comissió de Peticions (PETI)                                           | 25  |             | · PPE       | Dolors Montserrat        | CRE                     | Ryszard Czarnecki            |                             |
| Comissió de Peticions (PETI)                                           | Comissió de Peticions (PETI)                                           | 25  |             | · PPE       | Dolors Montserrat        | S&D                     | Cristina Maestre             |                             |

## Delegacions
El Parlament Europeu estableix delegacions per mantenir i desenvolupar relacions amb entitats amb les quals té interès per a cooperar. Entre ells es troben els països amb qui la Unió Europea té relacions estretes (especialment comercials) o els països que sol·liciten l'adhesió a la Unió. L'Eurocambra també coopera amb els òrgans parlamentaris d'altres organitzacions internacionals, com l'OTAN. Les delegacions tenen membres plens i substituts i elegeixen la seva pròpia presidència. Les comissions es divideixen en quatre tipus, segons els països o entitats amb qui es relacionen i poden ser delegacions permanents o ad hoc.

### Delegacions en les Assemblees Parlamentàries
| Delegació                                                             | Presidència | Presidència | Presidència          |
| --------------------------------------------------------------------- | ----------- | ----------- | -------------------- |
| Delegació per a les Relacions amb l'Assemblea Parlamentària de l'OTAN |             | · PPE       | Tom Vandenkendelaere |
| Delegació en l'Assemblea Parlamentària Paritària ACP-UE               |             | · S&D       | Carlos Zorrinho      |
| Delegació en l'Assemblea Parlamentària Euro-llatinoamericana          |             | · S&D       | Javi López           |
| Delegació en l'Assemblea Parlamentària Euronest                       |             | · PPE       | Andrius Kubilius     |
| Delegació en l'Assemblea Parlamentària de la Unió pel Mediterrani     |             | · PPE       | David Sassoli        |

### Comissions Parlamentàries Mixtes
| Delegació | Presidència | Presidència | Presidència                 |
| --- | ----------- | ----------- | --------------------------- |
| Delegació per a la Cooperació Septentrional i per a les Relacions amb Suïssa i Noruega, en la Comissió Parlamentària Mixta UE-Islàndia i en la Comissió Parlamentària Mixta de l'Espai Econòmic Europeu (EEE)                  |             | · PPE       | Andreas Schwab              |
| Delegació per a les relacions amb Bòsnia i Hercegovina i Kosovo |             | · Verds/ALE | Romeo Franz                 |
| Delegació per a les Relacions amb els països del Magrib i la Unió del Magreb Àrab, incloses la Comissió Parlamentària Mixta UE-Marroc, la Comissió Parlamentària Mixta UE-Tunísia i la Comissió Parlamentària Mixta UE-Algèria |             | · S&D       | Andrea Cozzolino            |
| Delegació en la Comissió Parlamentària Cariforum-UE |             | · RE        | Stéphane Bijoux             |
| Delegació en la Comissió Parlamentària d'Estabilització i Associació UE-Albània |             | · PPE       | Manolis Kefalogiannis       |
| Delegació en la Comissió Parlamentària Mixta UE-Xile |             | · S&D       | Inmaculada Rodríguez-Piñero |
| Delegació en la Comissió Parlamentària Mixta UE-Mèxic |             | · S&D       | Massimiliano Smeriglio      |
| Delegació en la Comissió Parlamentària d'Associació UE-Moldàvia |             | · PPE       | Siegfried Mureșan           |
| Delegació en la Comissió Parlamentària d'Estabilització i Associació UE-Montenegro |             | · PPE       | Vladimír Bilčík             |
| Delegació en la Comissió Parlamentària Mixta UE-Macedònia del Nord |             | · S&D       | Andreas Schieder            |
| Delegació en la Comissió Parlamentària d'Estabilització i Associació UE-Sèrbia |             | · S&D       | Tanja Fajon                 |
| Delegació en la Comissió Parlamentària Mixta UE-Turquia |             | · Verds/ALE | Sergey Lagodinsky           |
| Delegació en l'Assemblea Parlamentària d'Associació UE-Regne Unit |             | · RE        | Nathalie Loiseau            |
| Delegació en la Comissió Parlamentària d'Associació UE-Ucraïna |             | · CRE       | Witold Waszczykowski        |

### Comissions Parlamentàries de Cooperació
| Delegació | Presidència | Presidència | Presidència         |
| --- | ----------- | ----------- | ------------------- |
| Delegació en la Comissió Parlamentària d'Associació UE-Armènia, en la Comissió Parlamentària de Cooperació UE-Azerbaidjan i en la Comissió Parlamentària d'Associació UE-Geòrgia |             | · S&D       | Marina Kaljurand    |
| Delegació en les Comissions Parlamentàries de Cooperació UE-Kazakhstan, UE-Kirguizstan, UE-Uzbekistan i UE-Tadjikistan, i per a les Relacions amb Turkmenistan i Mongòlia        |             | · PPE       | Fulvio Martusciello |
| Delegació en la Comissió Parlamentària de Cooperació UE-Rússia |             | · CRE       | Ryszard Czarnecki   |

### Altres delegacions interparlamentàries
| Delegació | Presidència | Presidència | Presidència            |
| --- | ----------- | ----------- | ---------------------- |
| Delegació per a les Relacions amb l'Afganistan                                                                         |             | · RE        | Petras Auštrevičius    |
| Delegació per a les Relacions amb Austràlia i Nova Zelanda                                                             |             | · RE        | Ulrike Müller          |
| Delegació per a les Relacions amb Bielorússia                                                                          |             | · S&D       | Robert Biedroń         |
| Delegació per a les Relacions amb la República Federativa del Brasil                                                   |             | · PPE       | José Manuel Fernandes  |
| Delegació per a les Relacions amb el Canadà                                                                            |             | · RE        | Stéphanie Yon-Courtin  |
| Delegació per a les Relacions amb l'Índia                                                                              |             | · RE        | Søren Gade             |
| Delegació per a les Relacions amb l'Iran                                                                               |             | · EUE/EVN   | Cornelia Ernst         |
| Delegació per a les Relacions amb l'Iraq                                                                               |             | · PPE       | Sara Skyttedal         |
| Delegació per a les Relacions amb Israel                                                                               |             | · PPE       | Antonio López-Istúriz  |
| Delegació per a les Relacions amb el Japó                                                                              |             | · S&D       | Christel Schaldemose   |
| Delegació per a les Relacions amb Mercosur                                                                             |             | · RE        | Jordi Cañas            |
| Delegació per a les Relacions amb Palestina                                                                            |             | · EUE/EVN   | Manu Pineda            |
| Delegació per a les Relacions amb Sud-àfrica                                                                           |             | · PPE       | Magdalena Adamowicz    |
| Delegació per a les Relacions amb la Península Aràbiga                                                                 |             | · Verds/ALE | Hannah Neumann         |
| Delegació per a les Relacions amb els països de l'Amèrica Central                                                      |             | · Verds/ALE | Tilly Metz             |
| Delegació per a les Relacions amb els països de l'Àsia meridional                                                      |             | · CRE       | Nicola Procaccini      |
| Delegació per a les Relacions amb els països del Sud-est Asiàtic i l'Associació de Nacions del Sud-est Asiàtic (ASEAN) |             | · PPE       | Daniel Caspary         |
| Delegació per a les Relacions amb els països de la Comunitat Andina                                                    |             | · PPE       | Pilar del Castillo     |
| Delegació per a les Relacions amb la Península de Corea                                                                |             | · PPE       | Lukas Mandl            |
| Delegació per a les Relacions amb els països del Màixriq                                                               |             | · S&D       | Isabel Santos          |
| Delegació per a les Relacions amb el Parlament Panafricà                                                               |             | · RE        | María Soraya Rodríguez |
| Delegació per a les Relacions amb la República Popular de la Xina                                                      |             | · Verds/ALE | Reinhard Bütikofer     |
| Delegació per a les Relacions amb els Estats Units                                                                     |             | · PPE       | Radosław Sikorski      |

## Secretaria del Parlament Europeu

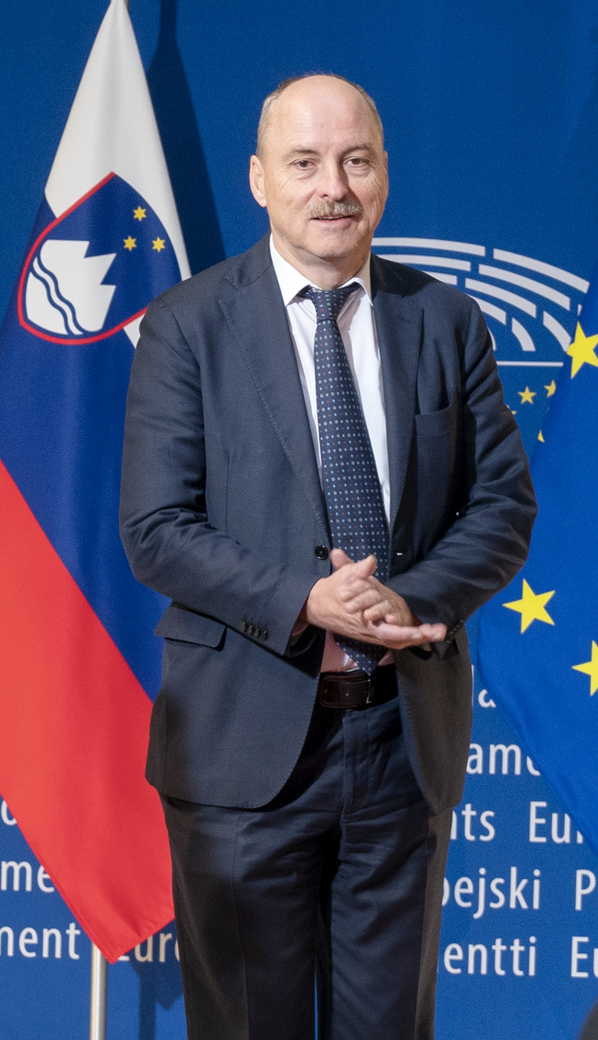
Klaus Welle, secretari general del Parlament Europeu, el 2022.

La Secretaria del Parlament Europeu és l'organisme administratiu encarregat de coordinar els treballs legislatius i d'organitzar les sessions plenàries i d'altres reunions d'aquesta institució legislativa de la Unió Europea. La seu es troba a la ciutat de Luxemburg, no gaire lluny de les seus oficial (Estrasburg) i de treball (Brussel·les) de l'Eurocambra. Al cap de la seu es troba un secretari general, nomenat per la Mesa del Parlament, i es divideix en dotze direccions generals.
A l'inici de la legislatura, aquesta era la seva estructura:
- Secretari General: Klaus Welle ( Alemanya)
- Secretari General adjunt: Markus Winkler ( Alemanya)
- Directora de gabinet: Susanne Altenberg ( Alemanya)
- Cap dels serveis legals: Freddy Drexler ( França)
- Direccions Generals:
  - Direcció General de la Presidència (DG PRES): Markus Winkler ( Alemanya)
  - Direcció General de Polítiques Internes de la Unió (DG IPOL): Riccardo Ribera d'Alcalá ( Itàlia)
  - Direcció General de Polítiques Exteriors de la Unió (DG EXPO): Pietro Ducci ( Itàlia)
  - Direcció General de Comunicació (DG COMM): Jaume Duch ( Espanya)
  - Direcció General de Serveis de Recerca Parlamentaris (DG EPRS): Anthony Teasdale
  - Direcció General de Personal (DG PERS): Kristian Knudsen ( Dinamarca)
  - Direcció General d'Infraestructures i Logística (DG INLO): Leena Maria Linnus ( Finlàndia)
  - Direcció General de Traducció (DG TRAD): Valter Mavrič ( Eslovènia)
  - Direcció General de Logística i Interpretació per a Conferències (DG LINC): Agnieszka Walter-Drop ( Polònia)
  - Direcció General de Finances (DG FINS): Didier Klethi ( França)
  - Direcció General d'Innovació i Suport Tecnològic (DG ITEC): Walter Petrucci ( Bèlgica)
  - Direcció General de Seguretat (DG SAFE): Elio Carozza ( Itàlia)

## Elecció de la Comissió Europea

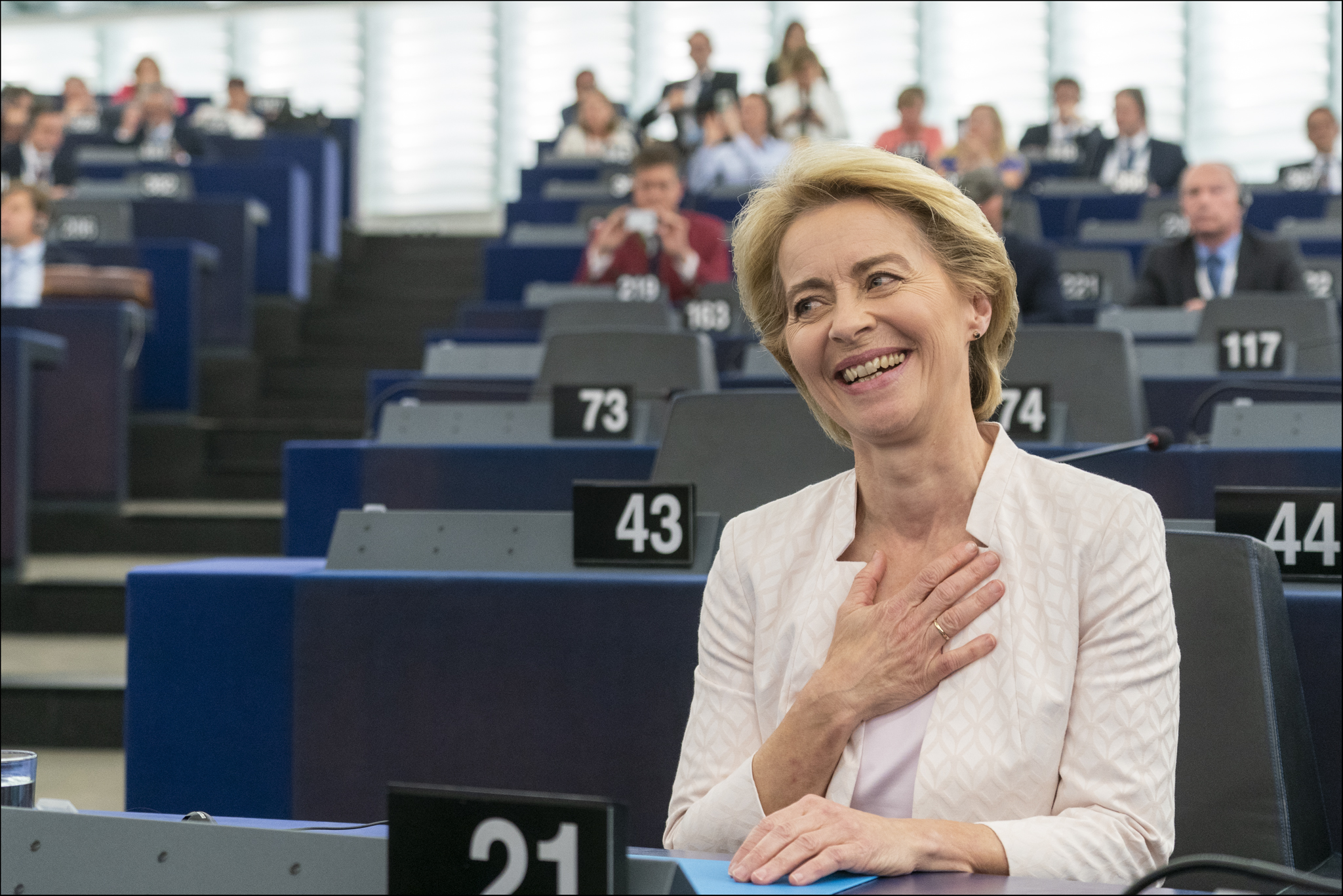
Ursula von der Leyen desprès de ser escollida presidenta de la Comissió Europea al Parlament Europeu.

Després de l'entrada en vigor del Tractat de Lisboa, el Parlament Europeu es converteix en peça fonamental per a l'elecció de la nova Comissió Europea. El president de la Comissió Europea és proposat per la majoria qualificada del Consell Europeu, sobre la base dels resultats electorals i després de consultar al president de l'Eurocambra, i ha de ser ratificat per la majoria absoluta dels eurodiputats reunits en sessió plenària.
Després d'aquesta elecció, el Consell Europeu nomena, d'acord amb el president electe de la Comissió i amb majoria qualificada, a l'alt representant, que és automàticament un vicepresident de la Comissió, i en el si de la qual s'encarrega de la gestió de les relacions internacionals i coordina, sota la supervisió i l'autoritat del president, l'acció exterior de la Unió Europea.
Una vegada elegits tots dos càrrecs, els governs dels Estats membre de la Unió Europea es reuneixen amb el president de la Comissió Europea per a coordinar una adequada composició de la Comissió Europea. Després d'això, el Consell Europeu i el president, presenten una llista de candidats que han de comparèixer davant les comissions del Parlament Europeu perquè aquestes elevin un informe. Posteriorment, el ple de l'Eurocambra vota la llista completa, amb els canvis exigits pel mateix Parlament, amb majoria simple, i la Comissió Europea vota la nova Comissió, per majoria qualificada.

### Elecció del president de la Comissió
El 2 de juliol de 2019, el Consell Europeu va debatre sobre la presidència de la Comissió Europea. Si bé des de 2014 ha existit la fórmula del Spitzenkandidaten (candidats designats abans de les eleccions), alguns països van renegar d'aquest model per a triar entre el popular Manfred Weber o al socialista Frans Timmermans com a president. Després d'un Consell Europeu que es va allargar durant 3 dies, els 27 països de la Unió Europea (amb l'excepció del Regne Unit, en procés de sortida de la unió en aquest moment) van decidir nominar a Ursula von der Leyen com a presidenta de la Comissió, amb l'única abstenció d'Alemanya, per falta d'acord entre la Unió Demòcrata Cristiana d'Angela Merkel i els seus socis de govern del Partit Socialdemòcrata. Von der Leyen es va enfrontar en els següents dies a moltes crítiques, especialment per part dels eurodiputats, ja que la seva nominació va ignorar el resultat de les Eleccions i el Spitzenkandidaten.
| Votació de designació d'Ursula von der Leyen (PPE) com a candidata Necessària Majoria qualificada | |      |
| Posició                                                                                           | Estat | Vots |
| Sí                                                                                                | Àustria, Bèlgica, Bulgària, Croàcia, Dinamarca, Eslovàquia, Eslovènia, Espanya, Estònia, Finlàndia, França, Grècia, Hongria, Irlanda, Itàlia, Letònia, Lituània, Luxemburg, Malta, Països Baixos, Polònia, Portugal, Romania, Suècia, Txèquia i Xipre. | 26   |
| No                                                                                                | | 0    |
| Abstenció                                                                                         | Alemanya. | 1    |

Després d'aquest acord del Consell, el 16 de juliol de 2019 el Parlament Europeu va celebrar el debat d'investidura d'Ursula von der Leyen. La intervenció de la candidata va intentar acontentar els grups socialista i liberal per a poder sumar els vots suficients. Al Grup de l'Aliança Progressista de Socialistes i Demòcrates li va oferir una aposta per un pacte verd europeu, una Europa Social, garantia juvenil i infantil i un acord d'asil per als migrants de la frontera mediterrània, mentre que a Renovar Europa li va oferir una millora de la participació ciutadana, una unió de capitals europea i la possibilitat de llistes transnacionals per a les pròximes eleccions europees. Per a tots dos partits, es va comprometre a reforçar la figura del Spitzenkandidaten per a les eleccions de 2024.
Després d'aquest debat, la candidata va obtenir el suport explícit del Grup del Partit Popular Europeu i de Renovar Europa, així com del Moviment 5 Estrelles, en els grup dels No inscrits, i el partit polonès Llei i Justícia del grup dels Conservadors i Reformistes. També va rebre el suport de gran part del grup socialista, amb el Partit Socialista Obrer Espanyol, el Partit Democràtic italià i el Partit Socialista portuguès al capdavant.
En contra es van posicionar al complet el Grup dels Verds/Aliança Lliure Europea i el Grup Confederal de l'Esquerra Unitària Europea/Esquerra Verda Nòrdica, així com els partits del Grup Identitat i Democràcia. També es van posicionar en contra alguns partits del grup socialista com el Partit Socialdemòcrata d'Alemanya i el Partit Socialista francès, alguns partits de Renovar Europa com Electors Lliures d'Alemanya o Esquerra, Partit Liberal de Dinamarca, Germans d'Itàlia del grup conservador i el Partit del Brexit.
La votació secreta del ple del Parlament Europeu va investir a Ursula von der Leyen com a presidenta de la Comissió Europea per la majoria absoluta requerida, en primera votació, amb 383 vots a favor (la majoria absoluta estava marcada en 374 vots), 327 en contra i 22 abstencions.
| Votació d'investidura d'Ursula von der Leyen (PPE) Majoria absoluta: 374 de 747 |                                                 |                                                         |                                                 |                                                 |                                                 |                                                 |                                                 |                                                 |      |
| Posició | Posició prèvia a la votació dels Grups polítics | Posició prèvia a la votació dels Grups polítics         | Posició prèvia a la votació dels Grups polítics | Posició prèvia a la votació dels Grups polítics | Posició prèvia a la votació dels Grups polítics | Posició prèvia a la votació dels Grups polítics | Posició prèvia a la votació dels Grups polítics | Posició prèvia a la votació dels Grups polítics | Vots |
| Posició |                                                 |                                                         |                                                 |                                                 |                                                 |                                                 |                                                 |                                                 | Vots |
| Posició | PPE                                             | S&D                                                     | RE                                              | V/ALE                                           | ID                                              | CRE                                             | EUE/EVN                                         | NI                                              | Vots |
| Sí | PPE                                             | PSOE · PD · PS · SLD · Wiosna · PL · S · S · SDP · Smer | RE                                              |                                                 |                                                 | PiS                                             |                                                 | M5S                                             | 383  |
| No |                                                 | SDP · PvdA · PS · SPÖ · PS · SP.A · BSP · SD            | FW · D66 · NEOS · V · AP!                       | V/ALE                                           | ID                                              | FdI                                             | EUE/EVN                                         | Brexit                                          | 327  |
| Abstenció |                                                 |                                                         |                                                 |                                                 |                                                 |                                                 |                                                 |                                                 | 22   |
| Nota: - La votació es secreta i, per tant, no es coneix la posició exacta de cada eurodiputat. El sentit indicat són les posicions oficials del grup, anunciades amb anterioritat a la votació. |                                                 |                                                         |                                                 |                                                 |                                                 |                                                 |                                                 |                                                 |      |

### Nomenament de l'Alt Representant per a Afers exteriors i Política de Seguretat

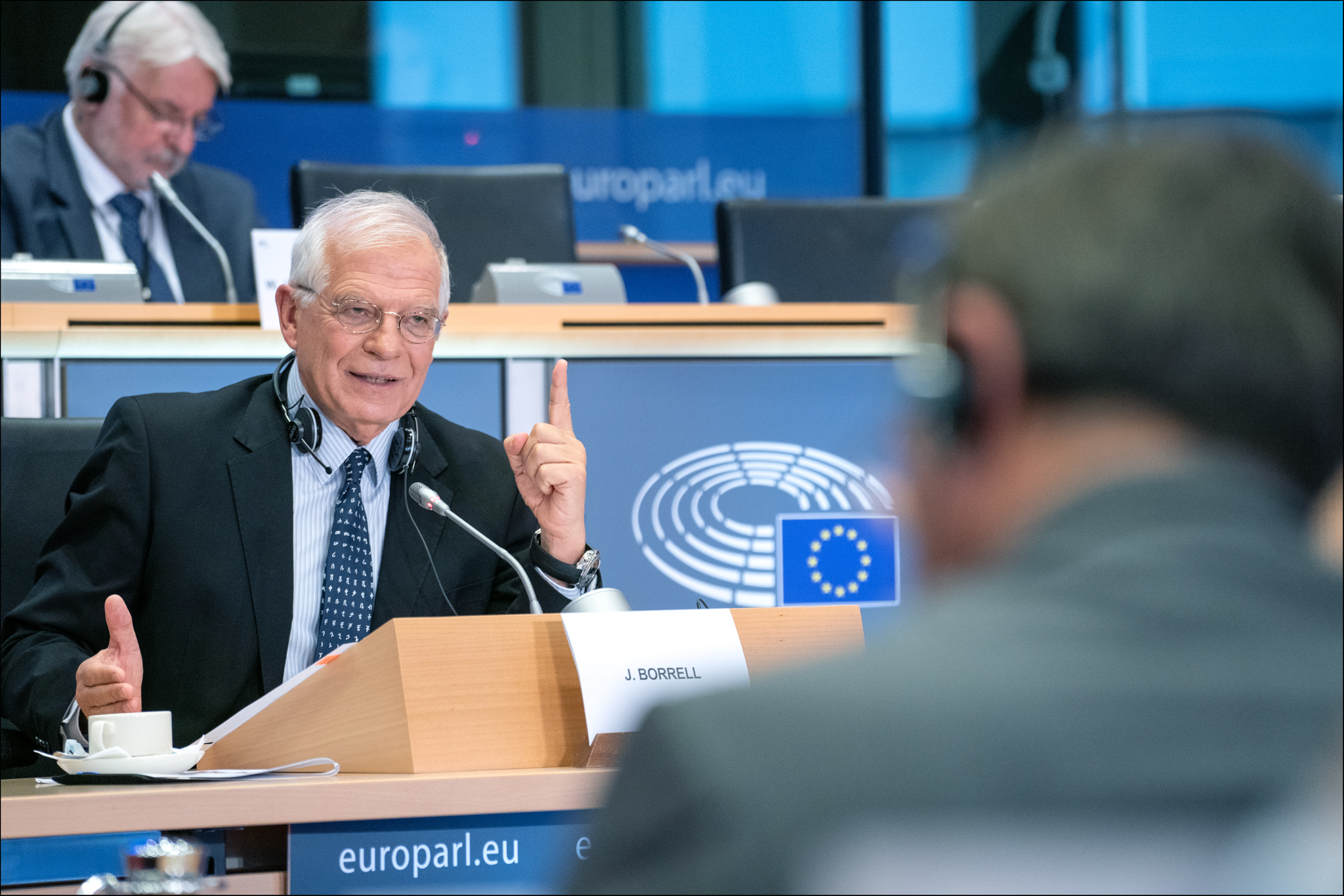
Josep Borrell al Parlament Europeu durant la seva compareixença per a sol·licitar el suport de la cambra per al lloc d'Alt representant de la Unió per a Afers exteriors i Política de Seguretat.

El mateix dia del nomenament d'Ursula von der Leyen com a candidata a presidenta de la Comissió, els 27 països de la Unió Europea van acordar proposar a l'espanyol Josep Borrell, fins a aquest moment ministre d'Afers exteriors del Govern d'Espanya de Pedro Sánchez, com a nou Alt representant de la Unió per a Afers exteriors i Política de Seguretat en substitució de la italiana Federica Mogherini. Després d'aquesta proposta, i l'acceptació per part de la presidenta von der Leyen, una nova cimera europea el 5 d'agost de 2019, va nomenar oficialment com a candidat al polític espanyol.
En la seva intervenció inicial, es va suggerir reforçar la política exterior de la Unió Europea en un context d'inestabilitat global, per a evitar que la UE quedi com a irrellevant en el nou món, reiniciar les relacions amb els Estats Units i mantenir les sancions a Rússia, però oposant-se a noves sancions a Veneçuela o Cuba. També va anunciar que el seu primer viatge seria a Pristina, capital de Kosovo, que Espanya no reconeix, i que no es posicionaria sobre la situació política de Catalunya com a càrrec europeu.
En les posteriors preguntes dels eurodiputats, Borrell va haver de respondre a la multa de la Comissió Nacional dels Mercats i la Competència espanyola per ús d'informació privilegiada en la venda d'accions d'Abengoa i a uns comentaris sobre els Estats Units, dels quals va dir que "l'única cosa que havien fet era matar a quatre indis". També va rebre crítiques del Partit Popular espanyol per eludir la situació política de Catalunya.
Finalment, i malgrat les disputes prèvies entre populars, socialistes i liberals, tots els grups van donar el seu suport a Josep Borrell com a nou Alt representant de la Unió per a Afers exteriors i Política de Seguretat, amb l'excepció del grup Identitat i Democràcia.

### Designació de la resta dels Comissaris

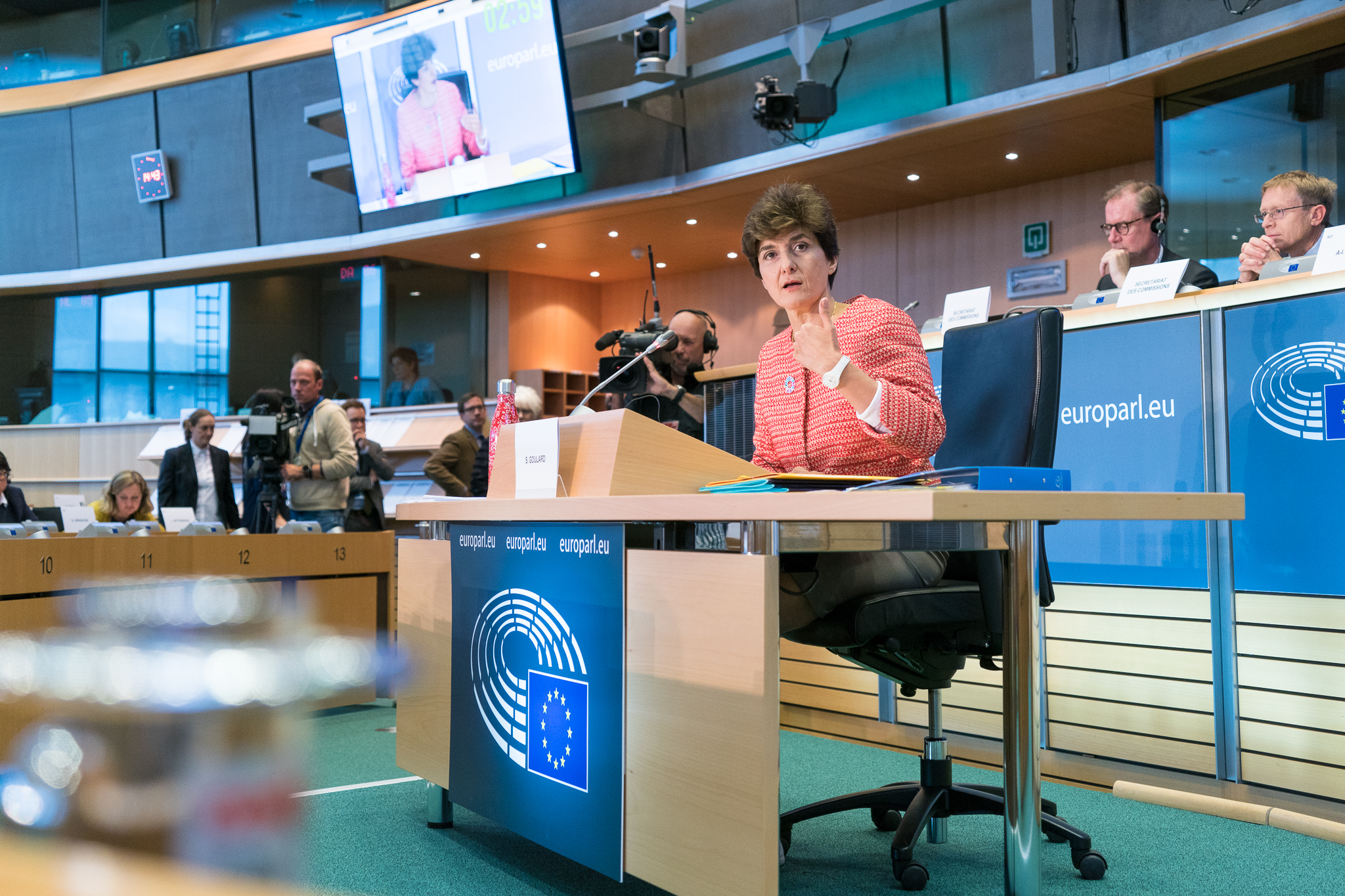
Audiència de Sylvie Goulard al Parlament Europeu.

Quan el president de la Comissió Europea és escollit pel Consell Europeu, i ratificat pel Parlament Europeu, els estats membres de la Unió Europea (amb l'excepció del país d'origen de qui ostenta la presidència) han de proposar cadascú un Comissari Europeu amb el vistiplau de la nova presidenta. Una vegada confeccionada la llista completa, aquesta es presentada a l'Eurocambra perquè els eurodiputats doni el seu vot favorable, o de rebuig, a les diferents candidatures.
Aquesta revisió de les candidatures es fa en una audiència de tres hores, amb els diputats de la comissió responsable, per examinar la competència i la idoneïtat del candidat. Després d'aquesta audiència, i sempre que la comissió no demani una compareixença extra d'1,5 hores per aclarir dubtes, la comissió ha de votar sobre el candidat, en primer lloc, per part dels coordinadors dels grups polítics, on es necessita el suport de 2/3 dels coordinadors, i en cas de no arribar a aquest suport, voten tots els eurodiputats adscrits a la comissió responsable. Si el candidat no supera cap de les dues votacions, el president de la Comissió Europea ha de proposar un nou comissari, que haurà de passar el mateix procediment.
La primera ronda d'audiències per la nova Comissió, va tenir lloc del 30 de setembre al 8 d'octubre de 2019, seguida de l'avaluació per part de la Conferència de Presidents el 15 d'octubre de 2019, ambdues posteriors a l'examen de la Comissió d'Assumptes Jurídics sobre possibles conflictes d'interessos per a qualsevol dels candidats. També es va preveure la segona ronda d'audiències, en cas de rebutjar candidats, pels dies 14 i 15 d'octubre, seguit de l'avaluació de la Conferència de Presidents el 16 d'octubre.
La Comissió d'Assumptes Jurídics va decidir rebutjar en primera instància els comissaris designats László Trócsányi d'Hongria (Veïnatge i Ampliació) i Rovana Plumb de Romania (Transports), convocant-los a una conferència, però va autoritzar la resta de perfils, inclosos Didier Reynders de Bèlgica (Justícia) i Sylvie Goulard de França (Mercat Interior) que estaven sota investigació, per les respectives autoritats nacionals, a causa d'acusacions de corrupció o mal ús dels diners de la Unió, ja que, segons un dels eurodiputats, el Comitè no té l'autoritat per qüestionar els candidats més enllà dels fets declarats en les declaracions d'interessos.
Posteriorment, la Comissió d'Assumptes Jurídics va rebutjar les candidatures de Rovana Plumb per deu vots en contra i sis a favor (amb dues abstencions) i de László Trócsányi per 11 vots en contra i 9 a favor, en aquest cas pels dubtes sobre les seves finances personals en relació amb el seu bufet d'advocats, que va fundar abans de convertir-se en ministre de Justícia, i a causa de les preocupacions sobre les "connexions amb Rússia" en relació amb l'extradició de sospitosos russos.
A les audiències amb les comissions, hi va haver diversos perfils de candidats que van generar debat entre els membres:
- Janusz Wojciechowski (Agricultura): a causa de la investigació en curs per l'Oficina Antifrau Europea sobre irregularitats en el reemborsament de les despeses de viatge quan era eurodiputat. Aquesta recerca va ser abandonada pel retorn dels diners al Parlament.[43][44]
- Didier Reynders (Justícia): a causa de la investigació per part de les autoritats nacionals sobre corrupció i blanqueig de diners a la República Democràtica del Congo. Aquesta acusació va ser arxivada per la fiscalia belga.[45][46]
- Sylvie Goulard (Mercat Interior): a causa d'un presumpte mal ús dels fons de la Unió Europea.[47]
- Paolo Gentiloni (Economia): a causa del seu paper en l'economia italiana com a primer ministre.[42]
- Dubravka Šuica (Vicepresidència i Democràcia i Demografia): a causa de les finances personals, especialment la possessió de diversos béns immobles per un valor superior a 5 milions d'euros (sent professora, alcaldessa i diputada) i de les seves opinions sobre els drets de les dones, especialment la llibertat d'avortament, i les seves votacions sobre aquests temes.[48]

Una vegada acabades les audiències, les comissions van demanar una sessió extra per:
- Janusz Wojciechowski de Polònia, proposat per a Comissari Europeu d'Agricultura.[49]
- Sylvie Goulard de França, proposada per a Comissària Europea de Mercat Interior.[50]

Una vegada acabades les sessions, es van confirmar a tots els candidats a la votació de la Conferència de Presidents, amb l'excepció de Sylvie Goulard (Mercat Interior), rebutjada per la comissió amb 82 vots en contra, 29 a favor i 1 abstenció. També es van confirmar el rebuig per la Comissió d'Assumptes Jurídics de la romanesa Rovana Plumb (Transports) i de l'hongarès László Trócsányi (Veïnatge i Ampliació).
Posteriorment, els tres països van nomenar nous candidats, que sí que van ser acceptats pel Parlament Europeu. França va proposar l'independent Thierry Breton per a Mercat Interior, Hongria a Olivér Várhelyi per a Veïnatge i Ampliació i Romania a Adina-Ioana Vălean per a Transports.
Finalment, el Regne Unit es va negar a proposar candidat per la Comissió Europea, per estar a les portes de finalitzar el Brèxit, el que va provocar un expedient sancionador per part de la nova presidenta de la Comissió.

### Col·legi de Comissaris de la Unió Europea
Una vegada ratificats els diferents Comissaris proposats pels estats membres de la Unió Europea, el Parlament Europeu va votar el 27 de novembre de 2023 la ratificació completa de la Comissió Von der Leyen I amb 461 vots a favor, 157 en contra i 89 en blanc.
| Votació de la Comissió Von der Leyen I Majoria absoluta: 374 de 747 |                                                 |                                                 |                                                 |                                                 |                                                 |                                                 |                                                 |                                                 |      |
| Posició | Posició prèvia a la votació dels Grups polítics | Posició prèvia a la votació dels Grups polítics | Posició prèvia a la votació dels Grups polítics | Posició prèvia a la votació dels Grups polítics | Posició prèvia a la votació dels Grups polítics | Posició prèvia a la votació dels Grups polítics | Posició prèvia a la votació dels Grups polítics | Posició prèvia a la votació dels Grups polítics | Vots |
| Posició |                                                 |                                                 |                                                 |                                                 |                                                 |                                                 |                                                 |                                                 | Vots |
| Posició | PPE                                             | S&D                                             | RE                                              | V/ALE                                           | ID                                              | CRE                                             | EUE/EVN                                         | NI                                              | Vots |
| Sí | PPE                                             | S&D                                             | RE                                              |                                                 |                                                 | CRE                                             |                                                 |                                                 | 461  |
| No |                                                 |                                                 |                                                 |                                                 |                                                 |                                                 | EUE/EVN                                         |                                                 | 157  |
| Abstenció |                                                 |                                                 |                                                 | V/ALE                                           |                                                 |                                                 |                                                 |                                                 | 89   |
| Nota: - La votació es secreta i, per tant, no es coneix la posició exacta de cada eurodiputat. El sentit indicat són les posicions oficials del grup, anunciades amb anterioritat a la votació. |                                                 |                                                 |                                                 |                                                 |                                                 |                                                 |                                                 |                                                 |      |

Per tant, el Col·legi de Comissaris de la Unió Europea, per la legislatura 2019-2024, va organitzar-se de la següent manera:
| |                                                 |                                                                                        |                             |                                                   | |          |                                                |                                                                                   |
| Comissió Von der Leyen I                                                                                     |                                                 |                                                                                        |                             |                                                   | |          |                                                |                                                                                   |
| |                                                 |                                                                                        |                             |                                                   | |          |                                                |                                                                                   |
| Acordat al Consell Europeu del 2 de juliol de 2019 • Aprovat pel Parlament Europeu el 27 de novembre de 2019 |                                                 |                                                                                        |                             |                                                   | |          |                                                |                                                                                   |
| |                                                 |                                                                                        |                             |                                                   | |          |                                                |                                                                                   |
| Designat | Designat                                        | Cartera                                                                                | Designat                    | Designat                                          | Cartera | Designat | Designat                                       | Cartera                                                                           |
| | · Ursula von der Leyen · Alemanya · (PPE - CDU) | Presidenta                                                                             |                             | · Frans Timmermans · Països Baixos · (PSE - PvdA) | Vicepresident executiu — Pacte Verd Europeu                                                                                        |          | · Margrethe Vestager · Dinamarca · (ALDE - B)  | Vicepresidenta excecutiva — Una Europa Adaptada a l'Era Digital                   |
| [ 54 ] [ 55 ]                                                                                                | · Ursula von der Leyen · Alemanya · (PPE - CDU) | [ 54 ] [ 55 ]                                                                          | [ 54 ] [ 55 ] [ 56 ] [ 57 ] | · Frans Timmermans · Països Baixos · (PSE - PvdA) | |          | · Margrethe Vestager · Dinamarca · (ALDE - B)  |                                                                                   |
| | · Valdis Dombrovskis · Letònia · (PPE - JV)     | Vicepresident executiu — Una economia al servei de les persones                        |                             | · Josep Borrell · Espanya · (PSE - PSOE)          | Vicepresident i Alt Representant de la Unió Europea per a Afers exteriors i Política de Seguretat — Una Europa més forta en el món |          | · Věra Jourová · Txèquia · (ALDE - ANO)        | Vicepresidenta — Un nou impuls per a la Democràcia Europea Valors i Transparència |
| [ 54 ] [ 55 ] [ 58 ]                                                                                         | · Valdis Dombrovskis · Letònia · (PPE - JV)     | [ 54 ] [ 55 ] [ 59 ] [ 60 ] [ 61 ]                                                     | [ 55 ]                      | · Josep Borrell · Espanya · (PSE - PSOE)          | |          | · Věra Jourová · Txèquia · (ALDE - ANO)        |                                                                                   |
| | · Margaritis Schinas · Grècia · (PPE - ND)      | Vicepresident — Protecció de l'estil de vida europeu Promoció del Mode de Vida Europeu |                             | · Maroš Šefčovič · Eslovàquia · (PSE - SMER-SD)   | Vicepresident — Relacions Interinstitucionals i Previsió                                                                           |          | · Dubravka Šuica · Croàcia · (PPE - HDZ)       | Vicepresidenta — Democràcia i Demografia                                          |
| [ 55 ] [ 62 ] [ 63 ]                                                                                         | · Margaritis Schinas · Grècia · (PPE - ND)      | [ 54 ] [ 55 ] [ 64 ]                                                                   | [ 55 ] [ 65 ]               | · Maroš Šefčovič · Eslovàquia · (PSE - SMER-SD)   | |          | · Dubravka Šuica · Croàcia · (PPE - HDZ)       |                                                                                   |
| | · Johannes Hahn · Àustria · (PPE - ÖVP)         | Comissari — Pressupost i Administració                                                 |                             | · Phil Hogan · Irlanda · (PPE - FG)               | Comissari — Comerç |          | · Mariya Gabriel · Bulgària · (PPE - GERB)     | Comissària — Innovació, Recerca, Cultura, Educació i Joventut                     |
| [ 55 ] [ 66 ] [ 67 ]                                                                                         | · Johannes Hahn · Àustria · (PPE - ÖVP)         | [ 54 ] [ 55 ] [ 68 ]                                                                   | [ 54 ] [ 55 ] [ 69 ]        | · Phil Hogan · Irlanda · (PPE - FG)               | |          | · Mariya Gabriel · Bulgària · (PPE - GERB)     |                                                                                   |
| | · Nicolas Schmit · Luxemburg · (PSE - LSAP)     | Comissari — Ocupació i Drets Socials                                                   |                             | · Paolo Gentiloni · Itàlia · (PSE - PD)           | Comissari — Economia |          | · Janusz Wojciechowski · Polònia · (CRE - PiS) | Comissari — Agricultura                                                           |
| [ 54 ] [ 55 ]                                                                                                | · Nicolas Schmit · Luxemburg · (PSE - LSAP)     | [ 55 ] [ 70 ]                                                                          | [ 55 ] [ 71 ]               | · Paolo Gentiloni · Itàlia · (PSE - PD)           | |          | · Janusz Wojciechowski · Polònia · (CRE - PiS) |                                                                                   |
| | · Thierry Breton · França · (Independent)       | Comissari — Mercat Interior                                                            |                             | · Elisa Ferreira · Portugal · (PSE - PS)          | Comissària — Cohesió i Reformes |          | · Stella Kyriakides · Xipre · (PPE - DISY)     | Comissària — Salut i Seguretat Alimentària                                        |
| [ 55 ] | · Thierry Breton · França · (Independent)       | [ 55 ] [ 72 ] [ 73 ]                                                                   | [ 54 ] [ 55 ] [ 74 ]        | · Elisa Ferreira · Portugal · (PSE - PS)          | |          | · Stella Kyriakides · Xipre · (PPE - DISY)     |                                                                                   |
| | · Didier Reynders · Bèlgica · (ALDE - MR)       | Comissari — Justícia                                                                   |                             | · Helena Dalli · Malta · (PSE - PL)               | Comissària — Igualtat |          | · Ylva Johansson · Suècia · (PSE - S)          | Comissària — Assumptes Interns                                                    |
| [ 55 ] [ 75 ]                                                                                                | · Didier Reynders · Bèlgica · (ALDE - MR)       | [ 55 ] [ 76 ]                                                                          | [ 55 ] [ 77 ]               | · Helena Dalli · Malta · (PSE - PL)               | |          | · Ylva Johansson · Suècia · (PSE - S)          |                                                                                   |
| | · Janez Lenarčič · Eslovènia · (Independent)    | Comissari — Gestió de Crisi                                                            |                             | · Adina-Ioana Vălean · Romania · (PPE - PNL)      | Comissària — Transports |          | · Olivér Várhelyi · Hongria · (PPE - Fidesz)   | Comissari — Veïnatge i Ampliació                                                  |
| [ 55 ] [ 78 ] [ 79 ]                                                                                         | · Janez Lenarčič · Eslovènia · (Independent)    | [ 55 ] [ 80 ]                                                                          | [ 54 ] [ 55 ]               | · Adina-Ioana Vălean · Romania · (PPE - PNL)      | |          | · Olivér Várhelyi · Hongria · (PPE - Fidesz)   |                                                                                   |
| | · Jutta Urpilainen · Finlàndia · (PSE - SDP)    | Comissària — Associacions Internacionals                                               |                             | · Kadri Simson · Estònia · (ALDE - EK)            | Comissària — Energia |          | · Virginijus Sinkevičius · Lituània · (LVŽS)   | Comissari — Medi Ambient, Oceans i Pesca                                          |
| [ 55 ] [ 81 ] [ 82 ]                                                                                         | · Jutta Urpilainen · Finlàndia · (PSE - SDP)    | [ 55 ] [ 83 ] [ 84 ]                                                                   | [ 55 ] [ 85 ]               | · Kadri Simson · Estònia · (ALDE - EK)            | |          | · Virginijus Sinkevičius · Lituània · (LVŽS)   |                                                                                   |

## Elecció del President del Consell Europeu

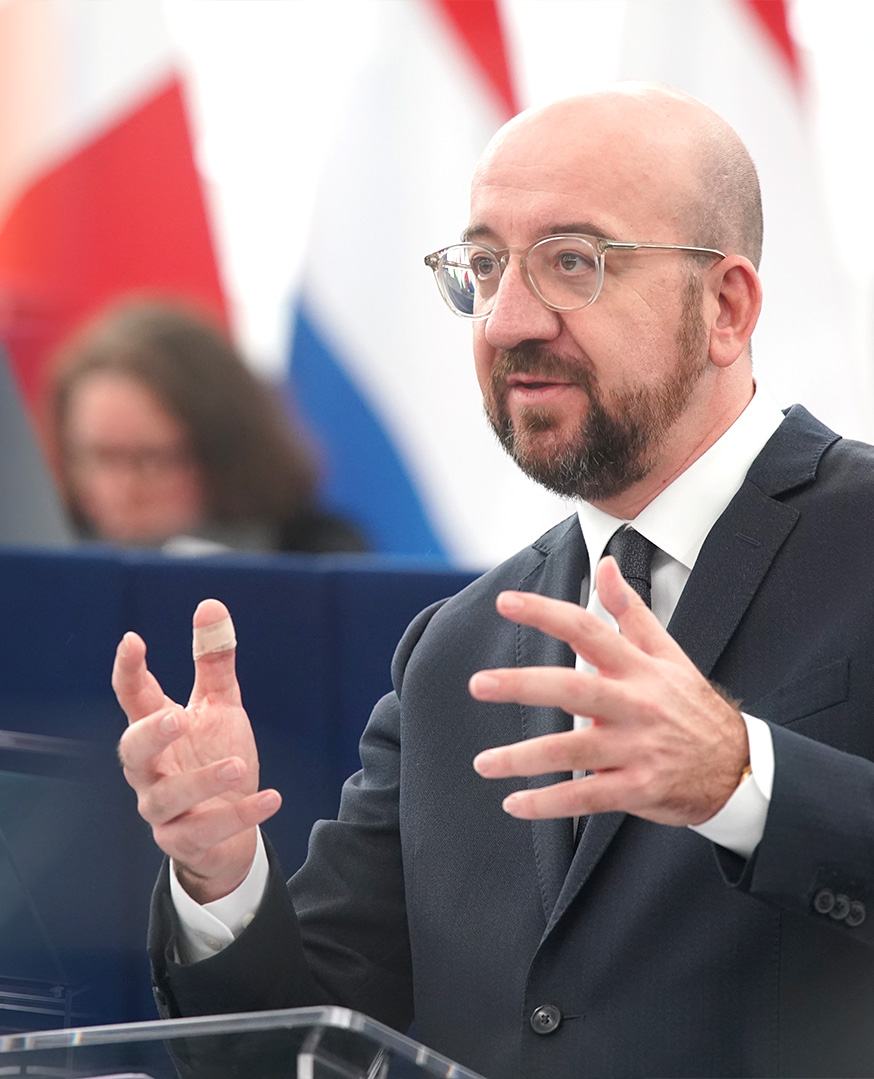
Charles Michel intervenint al Parlament Europeu.

El president del Consell Europeu és una de les més altes posicions institucionals de la Unió Europea. Les seves funcions principals són la de presidir i impulsar els treballs del Consell Europeu, així com vetllar per la preparació i continuïtat d'aquests treballs, en cooperació amb el president de la Comissió Europea i basant-se en els treballs del Consell d'Assumptes Generals.
Després de l'entrada en vigor del Tractat de Lisboa, el president del Consell Europeu és triat pels propis membres del Consell Europeu. El seu cessament es produeix, a més de per dimissió i mort, per terminació natural del seu mandat, o per destitució deguda a impediment o falta greu apreciats pel Consell Europeu en votació resolta per majoria qualificada. En aquest cas, no intervé en la seva designació el Parlament Europeu.
En el mateix Consell Europeu on es van nomenar a Ursula von der Leyen com a presidenta de la Comissió i a Josep Borrell com a Alt representant de la Unió per a Afers exteriors i Política de Seguretat, els estats membres de la Unió Europea van acordar el nomenament de l'exprimer ministre belga, el liberal Charles Michel com a president per aquesta legislatura.

## Presidències rotatòries del Consell de la Unió Europea

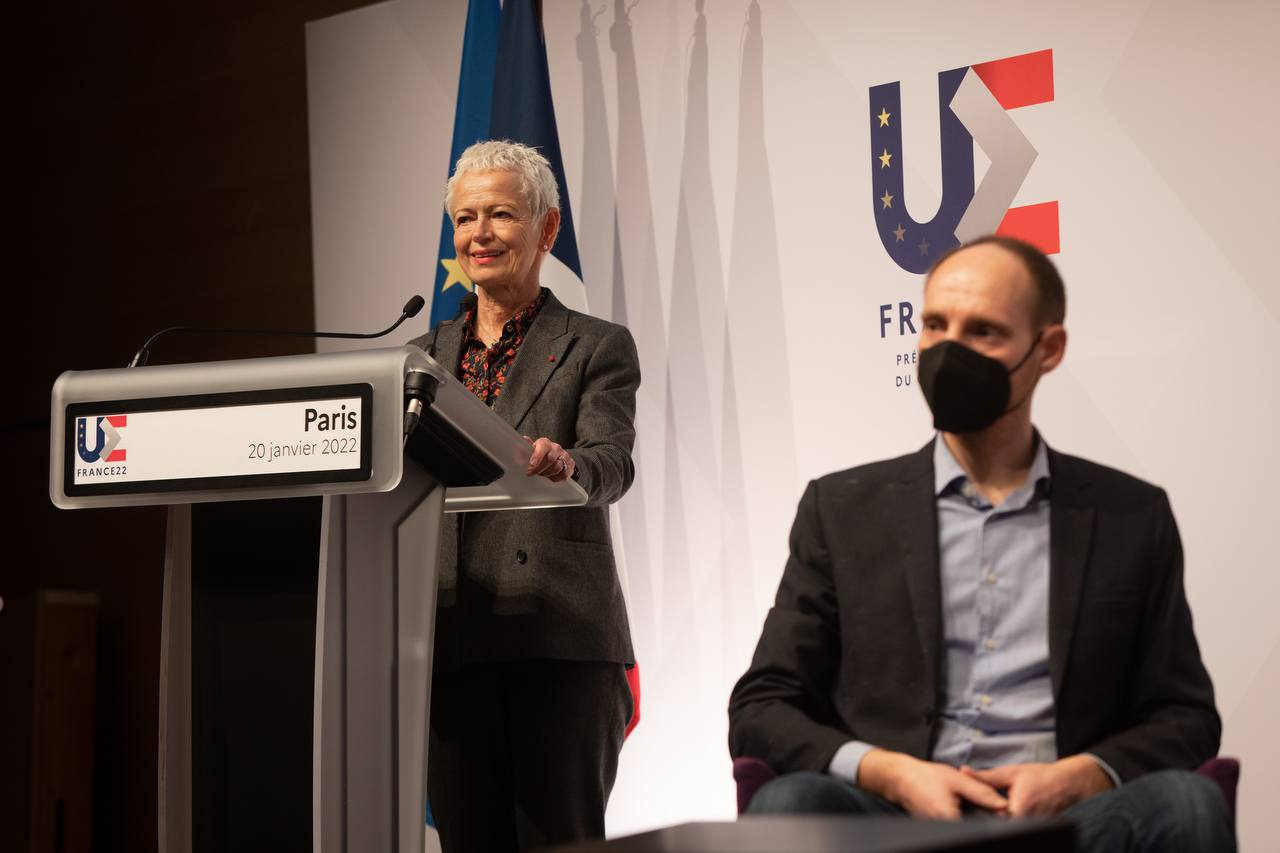
Conferència ministerial a París, durant la presidència francesa.

El Consell de la Unió Europea és una de les tres institucions de la UE implicades en el procés legislatiu. És la cambra alta de facto de la legislatura, sent el Parlament Europeu la cambra baixa, amb un paper igual en el procediment legislatiu ordinari. El Consell està format per representants ministerials dels governs nacionals dels Estats membres, i els seus acords es decideixen per majoria qualificada.
Cada sis mesos, un nou estat membre de la Unió assumeix la presidència. Com a país que presideix, organitza les reunions del Consell (amb l'ajuda de la Secretaria General) i decideix sobre les seves agendes. Aquestes es preparen en cooperació amb altres dos Estats membres que formen part de cada trio, que acorden agendes polítiques comunes durant el seu període de 18 mesos.
| Estat membre | Trio | Dates                                      | Partit | Partit | Presidència                               | Presidència |
| ------------ | ---- | ------------------------------------------ | ------ | ------ | ----------------------------------------- | ----------- |
| Finlàndia    | T-9  | 1 de juliol de 2019 31 de desembre de 2019 |        | PSE    | Antti Rinne (fins al 10 desembre)         |             |
| Finlàndia    | T-9  | 1 de juliol de 2019 31 de desembre de 2019 |        | PSE    | Sanna Marin (a partir del 10 de desembre) |             |
| Croàcia      | T-9  | 1 de gener de 2020 30 de juny de 2020      |        | PPE    | Andrej Plenković                          |             |
| Alemanya     | T-10 | 1 de juliol de 2020 31 de desembre de 2020 |        | PPE    | Angela Merkel                             |             |
| Portugal     | T-10 | 1 de gener de 2021 30 de juny de 2021      |        | PSE    | António Costa                             |             |
| Eslovènia    | T-10 | 1 de juliol de 2021 31 de desembre de 2021 |        | PPE    | Janez Janša                               |             |
| França       | T-11 | 1 de gener de 2022 30 de juny de 2022      |        | Ind.   | Jean Castex                               |             |
| Txèquia      | T-11 | 1 de juliol de 2022 31 de desembre de 2022 |        | CRE    | Petr Fiala                                |             |
| Suècia       | T-11 | 1 de gener de 2023 30 de juny de 2023      |        | PPE    | Ulf Kristersson                           |             |
| Espanya      | T-12 | 1 de juliol de 2023 31 de desembre de 2023 |        | PSE    | Pedro Sánchez                             |             |
| Bèlgica      | T-12 | 1 de gener de 2024 30 de juny de 2024      |        | ALDE   | Alexander de Croo                         |             |

## Eurodiputats independentistes catalans

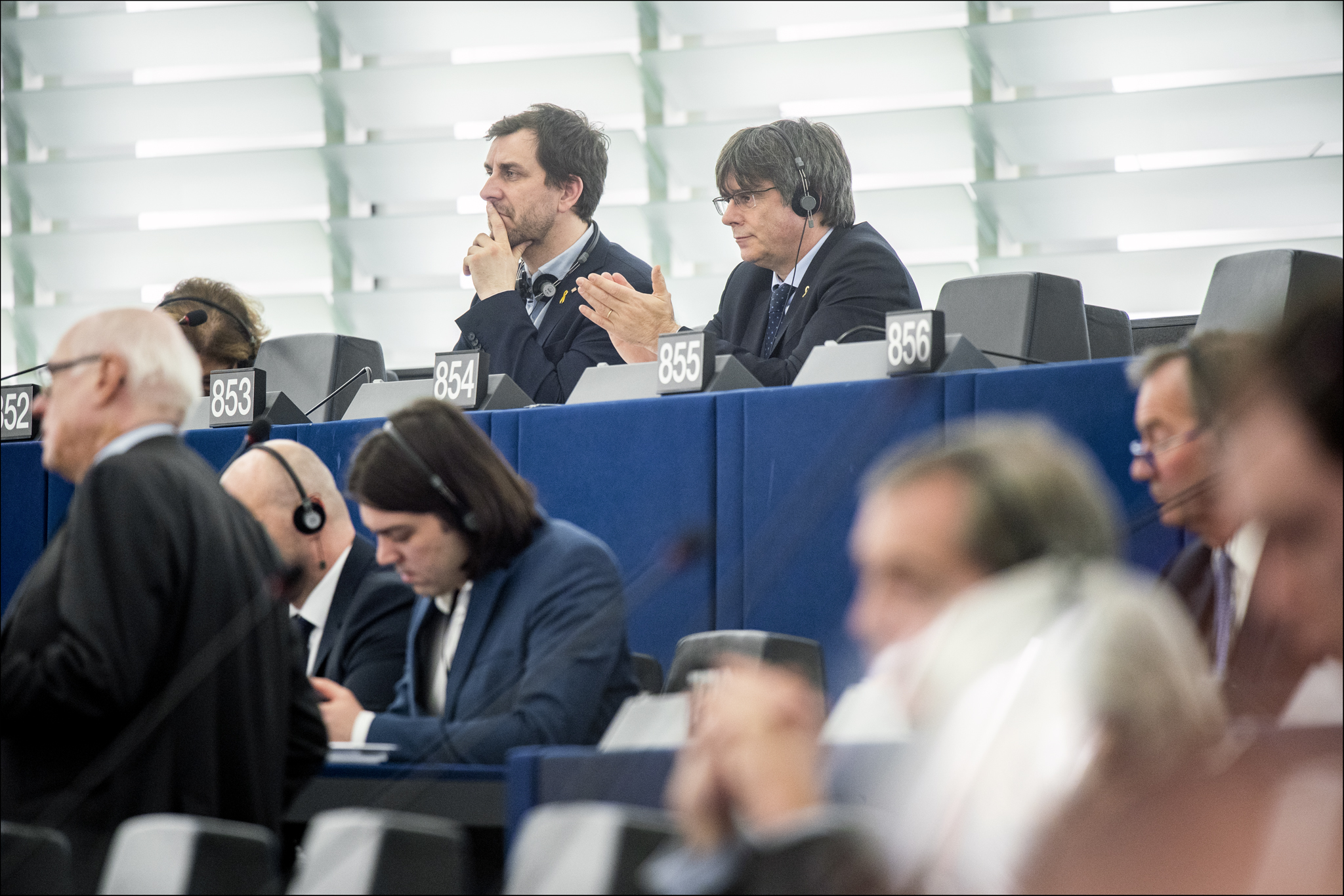
Carles Puigdemont i Toni Comín en el primer ple del Parlament Europeu de l'any 2020.

Després de les eleccions europees, en les quals van ser triats per la circumscripció d'Espanya l'expresident de la Generalitat de Catalunya Carles Puigdemont i l'exconseller Toni Comín, per la candidatura de Lliures per Europa (on participava Junts per Catalunya), i l'exvicepresident Oriol Junqueras, en aquest moment a la presó preventiva a l'espera de sentència, la Junta Electoral Central va deixar vacants els tres escons, ja que Puigdemont i Comín van decidir no acudir a jurar la Constitució espanyola, mentre que a Junqueras el Tribunal Suprem va decidir impedir-li que fes aquest tràmit, al·legant que si hagués pres possessió del càrrec, el Tribunal hauria perdut el control jurisdiccional sobre la mesura cautelar de presó preventiva.
Després d'aquesta decisió de la Junta Electoral, la defensa d'Oriol Junqueras va sol·licitar al Tribunal Suprem que realitzés una qüestió prejudicial al Tribunal de Justícia de la Unió Europea, petició que va ser acceptada pel mateix tribunal el juliol de 2019, mesos abans de la sentència del judici del procés. Per part seva, Carles Puigdemont i Toni Comín van decidir interposar una demanda directament en el TJUE, que va ser admesa a tràmit, amb una petició de mesures cautelars per a poder assistir al ple de constitució del Parlament Europeu, que va ser rebutjada pel mateix tribunal al·legant que no hi havia cap base per a atribuir de manera provisional els escons sense haver verificat les seves credencials.
El 19 de desembre de 2019, ja coneguda la sentència del procés en la qual es condemnava a Oriol Junqueras a 13 anys de presó per delictes de sedició i malversació, el Tribunal de Justícia de la Unió Europea va sentenciar sobre la qüestió prejudicial sol·licitada pel Tribunal Suprem que Junqueras era eurodiputat des del dia de les eleccions, ja que considera que el dret de representació política és més important que la literalitat de la llei i els tràmits administratius necessaris per a adquirir l'acta, si bé deixava en mans del Tribunal Suprem la consideració de si havia de ser proclamat eurodiputat, pel fet que existia la pena d'inhabilitació anterior a aquesta sentència.
Una vegada coneguda la sentència, el Parlament Europeu va reconèixer a Carles Puigdemont, Toni Comín i Oriol Junqueras com a eurodiputats des del dia de les eleccions, podent els dos primers prendre possessió del seu càrrec el 13 de gener de 2020, en la primera sessió del Parlament posterior a la sentència del Tribunal de Justícia de la Unió Europea. No obstant això, abans del ple, el Tribunal Suprem va decidir aplicar la inhabilitació de Junqueras i va considerar que no havia de demanar un suplicatori, decisió que va ser acceptada pel Parlament Europeu, que va considerar que el polític d'Esquerra Republicana de Catalunya havia deixat de ser eurodiputat des del 3 de gener.
Una vegada reconeguts com a eurodiputats, Carles Puigdemont i Toni Comín van sol·licitar unir-se, amb el suport d'Esquerra Republicana de Catalunya i l'Aliança Lliure Europea, al Grup dels Verds/Aliança Lliure Europea, que havia nomenat a Oriol Junqueras vicepresident dies abans. Si bé, les reticències dels verds de Bèlgica, per la relació de Puigdemont amb la Nova Aliança Flamenca del Grup dels Conservadors i Reformistes Europeus, va provocar que tots dos polítics retiressin la seva petició abans de la votació, passant a formar part del grup dels No inscrits, als quals se sumaria la Clara Ponsatí, una vegada recollida la seva acta per la sortida del Regne Unit de la Unió Europea.
Per part seva, Esquerra Republicana de Catalunya va decidir deixar vacant el lloc d'Oriol Junqueras mentre es resolien els recursos interposats contra el president del Parlament Europeu David Sassoli per, segons la denúncia, prendre la decisió de no respectar la immunitat d'Oriol Junqueras i no haver estat capaç d'adoptar cap decisió per a protegir la seva immunitat. Si bé, en el ple de juliol del Parlament Europeu, ERC va rectificar la seva decisió i Jordi Solé va acceptar l'escó, a l'espera dels recursos interposats per Junqueras, sent reconegut com a eurodiputat amb efecte al 3 de gener de 2020.

## El Parlament després del Brexit

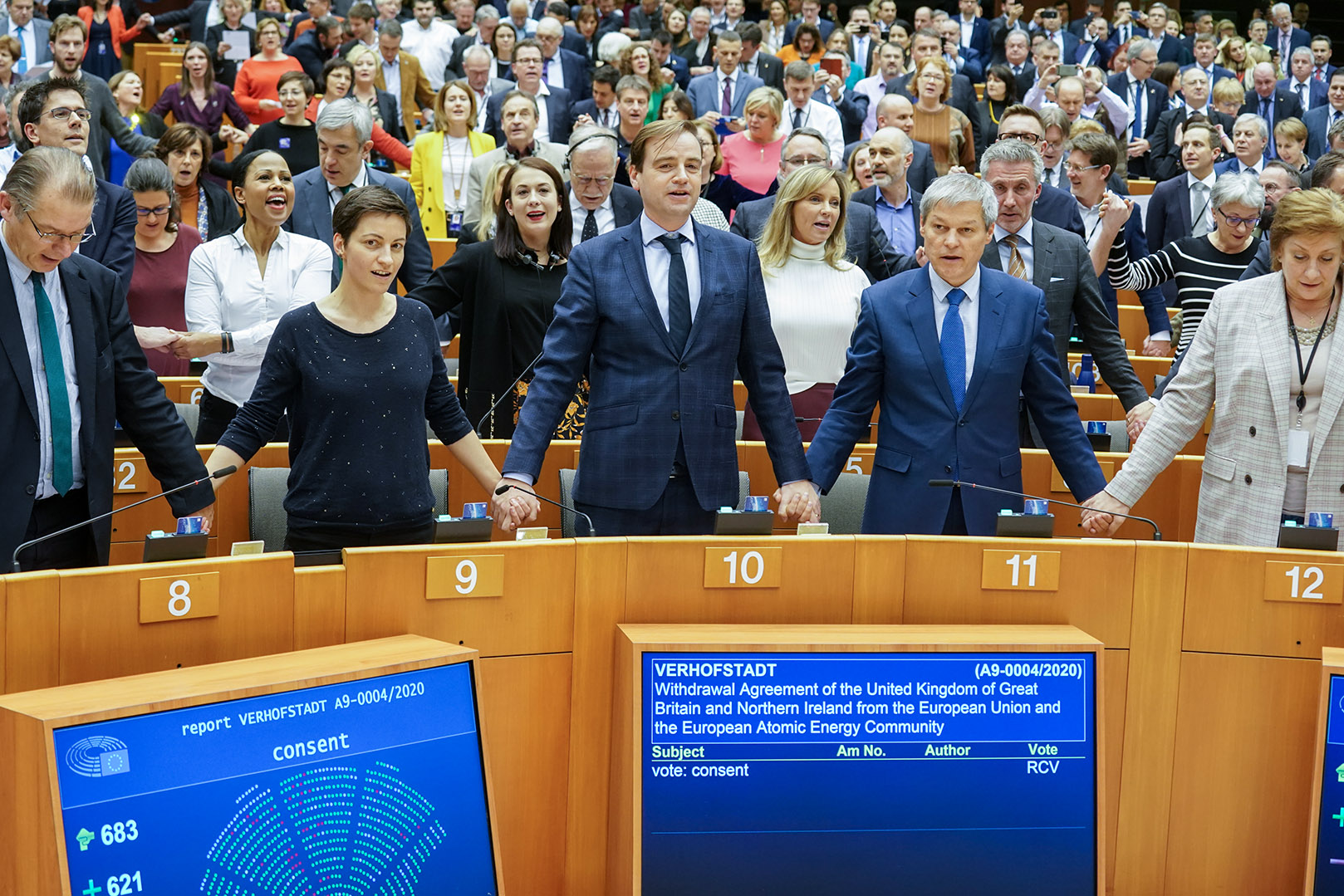
Membres del Parlament Europeu cantant l'himne de la Unió Europea desprès de la votació del Brèxit.

Una vegada finalitzada la sortida del Regne Unit de la Unió Europea i dels 73 eurodiputats britànics, el Parlament Europeu va concloure el seu procés de reducció a 705 escons donant entrada a 27 nous eurodiputats. El Grup del Partit Popular Europeu i el Grup Identitat i Democràcia van ser els principals beneficiats augmentant la seva força mentre que Renovar Europa i el Grup de l'Aliança Progressista de Socialistes i Demòcrates van ser els principals damnificats després de la pèrdua dels diputats dels Liberals Demòcrates i del Partit Laborista respectivament.
Els nous diputats, en la seva gran majoria van anar a parar als grups on s'integraven els partits dels quals formaven part, amb l'excepció de Dorien Rookmaker que, malgrat presentar-se amb el Fòrum per a la Democràcia dels Països Baixos a les eleccions, va passar a formar part dels No inscrits pel partit Grup Otten.
A més, des de la Constitució de la legislatura, es van produir alguns canvis no assumibles al Brexit o a l'entrada dels eurodiputats independentistes catalans, com el pas de Nicola Danti, membre del nou partit Itàlia Viva, a Renovar Europa des del grup socialista, i la sortida de Martin Buschmann (Partit per la Protecció dels Drets Humans) del Grup de l'Esquerra Unitària després de revelar-se el seu passat en el Partit Nacional Demòcrata d'Alemanya.
| Grup polític | Grup polític                                                                      | Partit(s) polític(s) | Posició                        | Ideologia                                                                      | Escons    |
| ------------ | --------------------------------------------------------------------------------- | --- | ------------------------------ | ------------------------------------------------------------------------------ | --------- |
|              | Grup del Partit Popular Europeu (Demòcrata-Cristians) (PPE)                       | - Partit Popular Europeu: 178 - Moviment Polític Cristià Europeu: 2 - Sense partit europeu: 7                                                                                                | Centredreta                    | Conservadorisme liberal Democràcia cristiana Neoliberalisme Europeisme         | 187 / 705 |
|              | Grup de l'Aliança Progressista de Socialistes i Demòcrates (S&D)                  | - Partit dels Socialistes Europeus: 140 - Partit Demòcrata Europeu: 2 - Sense partit europeu: 5                                                                                              | Centreesquerra                 | Socialdemocràcia Socialisme democràtic Progressisme Europeisme                 | 147 / 705 |
|              | Grup Renovar Europa (RE)                                                          | - Liberals i Demòcrates per Europa: 63 - Partit Demòcrata Europeu: 9 - Sense partit europeu: 26                                                                                              | Centre                         | Liberalisme Socioliberalisme Progressisme Europeisme                           | 98 / 705  |
|              | Grup Identitat i Democràcia (ID)                                                  | - Partit Identitat i Democràcia: 62 - Sense partit europeu: 13 | Ultradreta                     | Populisme Conservadorisme nacionalista Antiimigració Euroescepticisme fort     | 75 / 705  |
|              | Grup d'Els Verds/Aliança Lliure Europea (Verds/ALE)                               | - Partit Verd Europeu: 52 - Aliança Lliure Europea: 4 - Partit Pirata Europeu: 4 - Aliança de l'Esquerra Verda Nòrdica: 2 - Animal Politics EU: 1 - Volt Europa: 1 - Sense partit europeu: 4 | Centreesquerra Transversalisme | Ecologisme Regionalisme Independentisme Europeisme                             | 68 / 705  |
|              | Grup dels Conservadors i Reformistes Europeus (CRE)                               | - Conservadors i Reformistes Europeus: 53 - Aliança Lliure Europea: 3 - Moviment Polític Cristià Europeu: 2 - Sense partit europeu: 3                                                        | Dreta Ultradreta               | Conservadorisme nacionalista Neoliberalisme Populisme Euroescepticisme moderat | 61 / 705  |
|              | Grup Confederal de l'Esquerra Unitària Europea - Esquerra Verda Nòrdica (EUE-EVN) | - Partit de l'Esquerra Europea: 19 - Ara la Gent: 9 - Aliança de l'Esquerra Verda Nòrdica: 2 - Animal Politics EU: 1 - Sense partit europeu: 8                                               | Esquerra                       | Socialisme democràtic Marxisme Anticapitalisme Euroescepticisme moderat        | 39 / 705  |
|              | No inscrits (NI)                                                                  | - Aliança Lliure Europea: 1 - Aliança per la Pau i la Llibertat: 1 - Sense partit europeu: 28                                                                                                |                                |                                                                                | 30 / 705  |

| Estat | Grups del Parlament Europeu         | Grups del Parlament Europeu | Grups del Parlament Europeu | Grups del Parlament Europeu | Grups del Parlament Europeu | Grups del Parlament Europeu | Grups del Parlament Europeu | Grups del Parlament Europeu | Grups del Parlament Europeu | Grups del Parlament Europeu              | Grups del Parlament Europeu | Grups del Parlament Europeu | Grups del Parlament Europeu | Grups del Parlament Europeu | Grups del Parlament Europeu | Grups del Parlament Europeu    | MEP |    |    |
| Estat | PPE                                 | PPE                         | S&D                         | S&D                         | RE                          | RE                          | ID                          | ID                          | Verds/ALE                   | Verds/ALE                                | CRE                         | CRE                         | EUE-EVN                     | EUE-EVN                     | NI                          | NI                             | MEP |    |    |
| --- | ----------------------------------- | --------------------------- | --------------------------- | --------------------------- | --------------------------- | --------------------------- | --------------------------- | --------------------------- | --------------------------- | ---------------------------------------- | --------------------------- | --------------------------- | --------------------------- | --------------------------- | --------------------------- | ------------------------------ | --- | -- | -- |
| Estat | Alemanya                            | 23 CDU 6 CSU                |                             | 16 SPD                      |                             | 5 FDP 2 FW                  |                             | 10 AfD                      | -1                          | 21 Grüne 1 Piraten 1 ÖDP 1 PARTEI 1 Volt |                             | 1 Familie                   |                             | 5 Linke                     | -1                          | 1 PARTEI 1 Meuthen 1 Buschmann | MEP | +2 | 96 |
| França | 8 LR-LC                             |                             | 4 PS 1 PP 1 ND              | +1                          | 17 LREM 5 MoDem 1 MR        | +2                          | 23 RN                       | +1                          | 12 EE-LV 1 PNC              | +1                                       |                             |                             | 6 FI                        |                             |                             |                                | 79  |    |    |
| Itàlia | 7 FI 1 SVP                          | +1                          | 18 PD                       | -1                          | 1 IV                        | +1                          | 29 Lega                     | +1                          |                             |                                          | 6 FdI                       | +1                          |                             |                             | 14 M5S                      |                                | 76  |    |    |
| Espanya | 13 PP                               | +1                          | 21 PSOE                     | +1                          | 7 C's 1 PNV 1 J.Nart        | +1                          |                             |                             | 2 ERC 1 CComú               |                                          | 4 Vox                       | +1                          | 3 Podemos 2 IU 1 EH Bildu   |                             | 3 Junts                     | +1                             | 59  |    |    |
| Polònia | 12 PO 3 PSL 1 Karpiński 1 Adamowicz |                             | 5 SLD 3 Wiosna              |                             |                             |                             |                             |                             |                             |                                          | 25 PiS 1 SP 1 P             | +1                          |                             |                             |                             |                                | 52  |    |    |
| Romania | 10 PNL 2 PMP 2 RMDSZ                |                             | 9 PSD 2 PRO                 | +1                          | 8 USR-PLUS                  |                             |                             |                             |                             |                                          |                             |                             |                             |                             |                             |                                | 33  |    |    |
| Països Baixos | 4 CDA 1 CU 1 50+                    |                             | 6 PvdA                      |                             | 5 VVD 2 D66                 | +1                          | 1 PVV                       | +1                          | 3 GL                        |                                          | 3 FVD 1 SGP                 |                             | 1 PvdD                      |                             | 1 GO                        | +1                             | 29  |    |    |
| Bèlgica | 2 CDenV 2 CDH-CSP                   |                             | 2 PS 1 SP.A                 |                             | 2 VLD 2 MR                  |                             | 3 VB                        |                             | 2 Ecolo 1 Groen             |                                          | 3 NV-A                      |                             | 1 PvdA                      |                             |                             |                                | 21  |    |    |
| Txèquia | 2 TOP 09 2 KDU-CSL 1 STAN           |                             |                             |                             | 6 ANO                       |                             | 2 Sbovodní                  |                             | 3 Pirati                    |                                          | 4 ODS                       |                             | 1 KSČM                      |                             |                             |                                | 21  |    |    |
| Grècia | 8 ND                                |                             | 2 KINAL                     |                             |                             |                             |                             |                             |                             |                                          | 1 Ellininki                 |                             | 6 Syriza                    |                             | 2 XA 2 KKE                  |                                | 21  |    |    |
| Hongria | 12 FIDESZ 1 KDNP                    |                             | 4 DK 1 MSZP                 |                             | 2 Momentum                  |                             |                             |                             |                             |                                          |                             |                             |                             |                             | 1 Jobbik                    |                                | 21  |    |    |
| Portugal | 6 PSD 1 CDS-PP                      |                             | 9 PS                        |                             |                             |                             |                             |                             | 1 PAN                       |                                          |                             |                             | 2 BE 2 PCP                  |                             |                             |                                | 21  |    |    |
| Suècia | 4 MOD 2 KD                          |                             | 5 SAP                       |                             | 2 CP 1 FP                   |                             |                             |                             | 3 MP                        | +1                                       | 3 SD                        |                             | 1 V                         |                             |                             |                                | 21  |    |    |
| Àustria | 7 ÖVP                               |                             | 5 SPO                       |                             | 1 NEOS                      |                             | 3 FPÖ                       |                             | 3 Grünen                    | +1                                       |                             |                             |                             |                             |                             |                                | 19  |    |    |
| Bulgària | 6 GERB-SDS 1 BD                     |                             | 5 BSP                       |                             | 3 DPS                       |                             |                             |                             |                             |                                          | 2 VMRO                      |                             |                             |                             |                             |                                | 17  |    |    |
| Finlàndia | 3 KOK                               |                             | 2 SDP                       |                             | 2 KESK 1 SFP/RKP            |                             | 2 PS                        |                             | 3 Vihr                      | +1                                       |                             |                             | 1 VAS                       |                             |                             |                                | 14  |    |    |
| Dinamarca | 1 C                                 |                             | 3 SD                        |                             | 4 V 2 RV                    | +1                          | 1 DF                        |                             | 2 SF                        |                                          |                             |                             | 1 Ø                         |                             |                             |                                | 14  |    |    |
| Eslovàquia | 2 SPOLU 2 KDH 1 OL'anNO             | +1                          | 3 SMER                      |                             | 2 PS                        |                             |                             |                             |                             |                                          | 2 SaS                       |                             |                             |                             | 2 Kotleba                   |                                | 14  |    |    |
| Irlanda | 5 FG                                | +1                          |                             |                             | 2 FF                        | +1                          |                             |                             | 2 Green                     |                                          |                             |                             | 1 SF 2 I4C 1 Ming           |                             |                             |                                | 13  |    |    |
| Croàcia | 4 HDZ                               |                             | 4 SDP                       | +1                          | 1 IDS                       |                             |                             |                             |                             |                                          | 1 HKS                       |                             |                             |                             | 1 ZZ 1 Kolakušić            |                                | 12  |    |    |
| Lituània | 3 TS-LKD 1 Maldeikienė              |                             | 2 LSDP                      |                             | 1 LRLS 1 DP                 |                             |                             |                             | 2 LVŽS                      |                                          | 1 LLRA-KŠS                  |                             |                             |                             |                             |                                | 11  |    |    |
| Letònia | 2 VIENOTIBA                         |                             | 2 SDP                       |                             | 1 API                       |                             |                             |                             | 1 LKS                       |                                          | 2 TB/LNNK                   |                             |                             |                             |                             |                                | 8   |    |    |
| Eslovènia | 3 SDS-SLS 1 N.Si                    |                             | 2 SD                        |                             | 2 LMŠ                       |                             |                             |                             |                             |                                          |                             |                             |                             |                             |                             |                                | 8   |    |    |
| Estònia | 1 Isamaa                            | +1                          | 2 SDE                       |                             | 2 REF 1 KE                  |                             | 1 EKRE                      |                             |                             |                                          |                             |                             |                             |                             |                             |                                | 7   |    |    |
| Xipre | 2 DISi                              |                             | 1 EDEK 1 DIKO               |                             |                             |                             |                             |                             |                             |                                          |                             |                             | 2 AKEL                      |                             |                             |                                | 6   |    |    |
| Luxemburg | 2 CSV                               |                             | 1 LSAP                      |                             | 2 DP                        |                             |                             |                             | 1 Gréng                     |                                          |                             |                             |                             |                             |                             |                                | 6   |    |    |
| Malta | 2 PN                                |                             | 4 PL                        |                             |                             |                             |                             |                             |                             |                                          |                             |                             |                             |                             |                             |                                | 6   |    |    |
| Total | 187                                 | +5                          | 147                         | -7                          | 98                          | -10                         | 75                          | +1                          | 68                          | -6                                       | 61                          | +1                          | 39                          | -2                          | 30                          | -27                            | MEP |    |    |
| Total |                                     |                             |                             |                             |                             |                             |                             |                             |                             |                                          |                             |                             |                             |                             |                             |                                | MEP |    |    |
| Total | PPE                                 | PPE                         | S&D                         | S&D                         | RE                          | RE                          | ID                          | ID                          | Verds/ALE                   | Verds/ALE                                | CRE                         | CRE                         | EUE-EVN                     | EUE-EVN                     | NI                          | NI                             | MEP |    |    |
| Total | Grups del Parlament Europeu         |                             |                             |                             |                             |                             |                             |                             |                             |                                          |                             |                             |                             |                             |                             |                                | MEP |    |    |
| Notes: - Les dades comparatives són en relació amb l'organització dels grups posterior a les eleccions al Parlament Europeu de 2019. - ERC, que havia deixat vacant l'escó d'Oriol Junqueras, va nomenar a Jordi Solé com a substitut. Va acceptar el càrrec el 23 de juliol de 2020, però va ser proclamat a efectes del 3 de gener. |                                     |                             |                             |                             |                             |                             |                             |                             |                             |                                          |                             |                             |                             |                             |                             |                                |     |    |    |

Finalment, les comissions del Parlament Europeu van substituir als membres britànics de les meses:
- Comissió de Pesca: Pierre Karleskind (LREM) de França per Chris Davies (LibDem) a la presidència.
- Comissió d'Afers Jurídics: Adrián Vázquez Lázara (C's) d'Espanya per Lucy Nethsingha (LibDem) a la presidència.[112]
- Comissió de Medi ambient, Salut Pública i Seguretat Alimentària: César Luena (PSOE) d'Espanya per Seb Dance (Lab) a la 2a vicepresidència.
- Comissió de Cultura i Educació: Victor Negrescu (PSD) de Romania per Julie Ward (Lab) a la 3a vicepresidència.
- Subcomissió de Drets Humans: Bernard Guetta (LREM) de França per Irina von Wiese (LibDem) a la 1a vicepresidència.

## Nomenament de Mairead McGuinness com a nova comissària europea

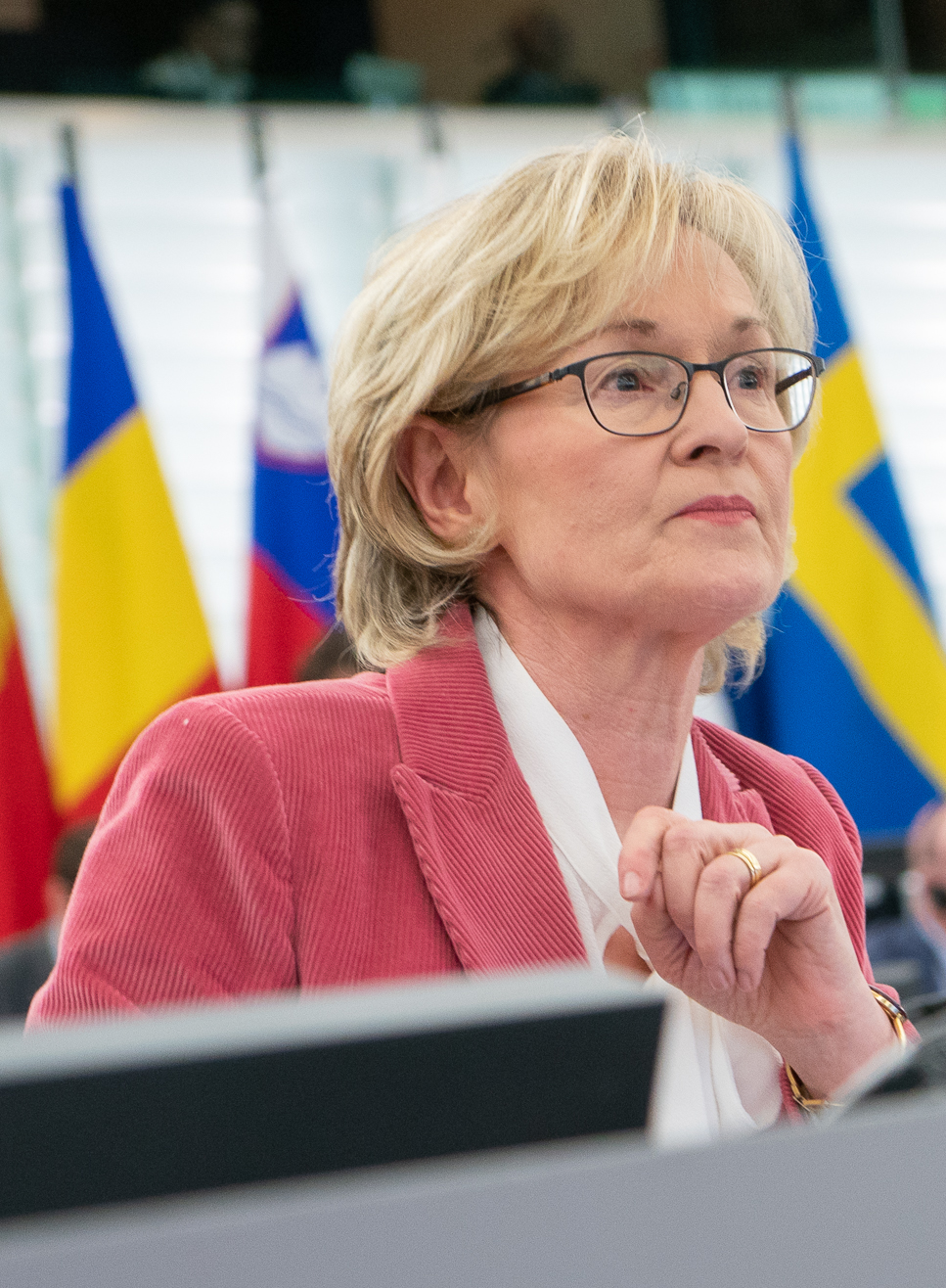
Mairead McGuinness al Parlament Europeu l'any 2020.

El 12 d'octubre de 2020, el Consell de la Unió Europea de comú acord amb la presidenta de la Comissió Europea, Ursula von der Leyen, van proposar a la vicepresidenta del Parlament Europeu, la irlandesa Mairead McGuinness, com a nova membre de la Comissió en substitució de Phil Hogan a la cartera d'Estabilitat Financera, Serveis Financers i Unió dels Mercats de Capital, després de la seva dimissió. Aquest nomenament va durar el mateix que la resta de la Comissió Von der Leyen, o sigui, fins a finals de 2024.
Aquesta incorporació de Mairead a la Comissió era incompatible amb el seu lloc a la Mesa del Parlament Europeu com a vicepresidenta i, per tant, es van iniciar els tràmits per la seva substitució. Dilluns 9 de novembre de 2020, data de la finalització del període per la presentació de candidats, només es va presentar com a candidata a la maltesa Roberta Metsola, que igual que McGuinness, formava part del Grup del Partit Popular Europeu. Davant la falta de competència, la presidència del Parlament Europeu la va nomenar com a nova vicepresidenta el 12 de novembre.

## Aprovació del marc financer de la Unió Europea

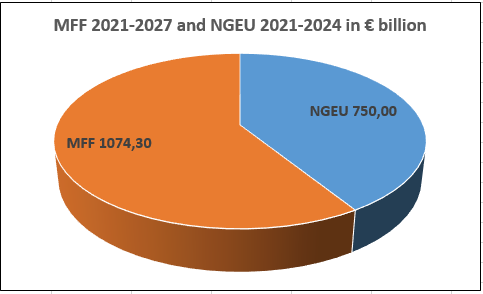
Distribució del pressupost del MMF i NGEU.

El marc financer de la Unió Europea (MFF) és un pla de despesa plurianual que transforma en termes financers les prioritats de la UE i limita la despesa de la unió durant un període determinat. Es considera que el marc financer s'ha de definir per a un termini no inferior a 5 anys i en l'actualitat es treballa amb acords sobre marcs financers per a períodes de 7 anys.
Per al període 2021-2027, el marc financer està equipat amb un pressupost de 1.074,3 mil milions d'euros, en valors econòmics de 2018, per abordar les prioritats a llarg termini de la Unió Europea. Aquest pressupost no inclou el paquet de recuperació Next Generation EU (NGEU), de 750.000 milions d'euros en subvencions i préstecs durant el període 2021-2024 per fer front al repte socioeconòmic sense precedents de la pandèmia de COVID-19.
El marc financer aprovat va incorporar, per primera vegada, el Fons Europeu de Desenvolupament. A més, com a ingressos per MFF i NGEU, la Unió Europea establirà nous recursos propis mitjançant l'augment de gravàmens. Alemanya i els Quatre Frugals (Àustria, Dinamarca, Països Baixos i Suècia) es van beneficiar d'un augment de les bonificacions nacionals de 53,2 bilions d'euros.
L'acord pel MFF i el NGEU va cobrir set àrees diferents, proporcionant el marc per al finançament de 40 programes de despesa:
| Àrea                             | % MFF | MFF     | NGEU   | Total   |
| -------------------------------- | ----- | ------- | ------ | ------- |
| Mercat únic, innovació i digital | 14,7% | 132,78  | 10,60  | 143,38  |
| Cohesió, resiliència i valors    | 34,5% | 377,77  | 721,90 | 1099,67 |
| Recursos naturals i medi ambient | 29,7% | 356,37  | 17,50  | 373,87  |
| Migració i control fronterer     | 2,7%  | 22,67   |        | 22,67   |
| Seguretat i defensa              | 2,1%  | 13,19   |        | 13,19   |
| Veïnat i el món                  | 9,6%  | 98,42   |        | 98,42   |
| Administració pública europea    | 6,7%  | 73,10   |        | 73,10   |
| Total                            |       | 1074,30 | 750,00 | 1824,30 |

Aquest marc financer es va completar amb 12.500 milions d'euros addicionals acordats amb el Parlament Europeu.

## Mort del president David Sassoli

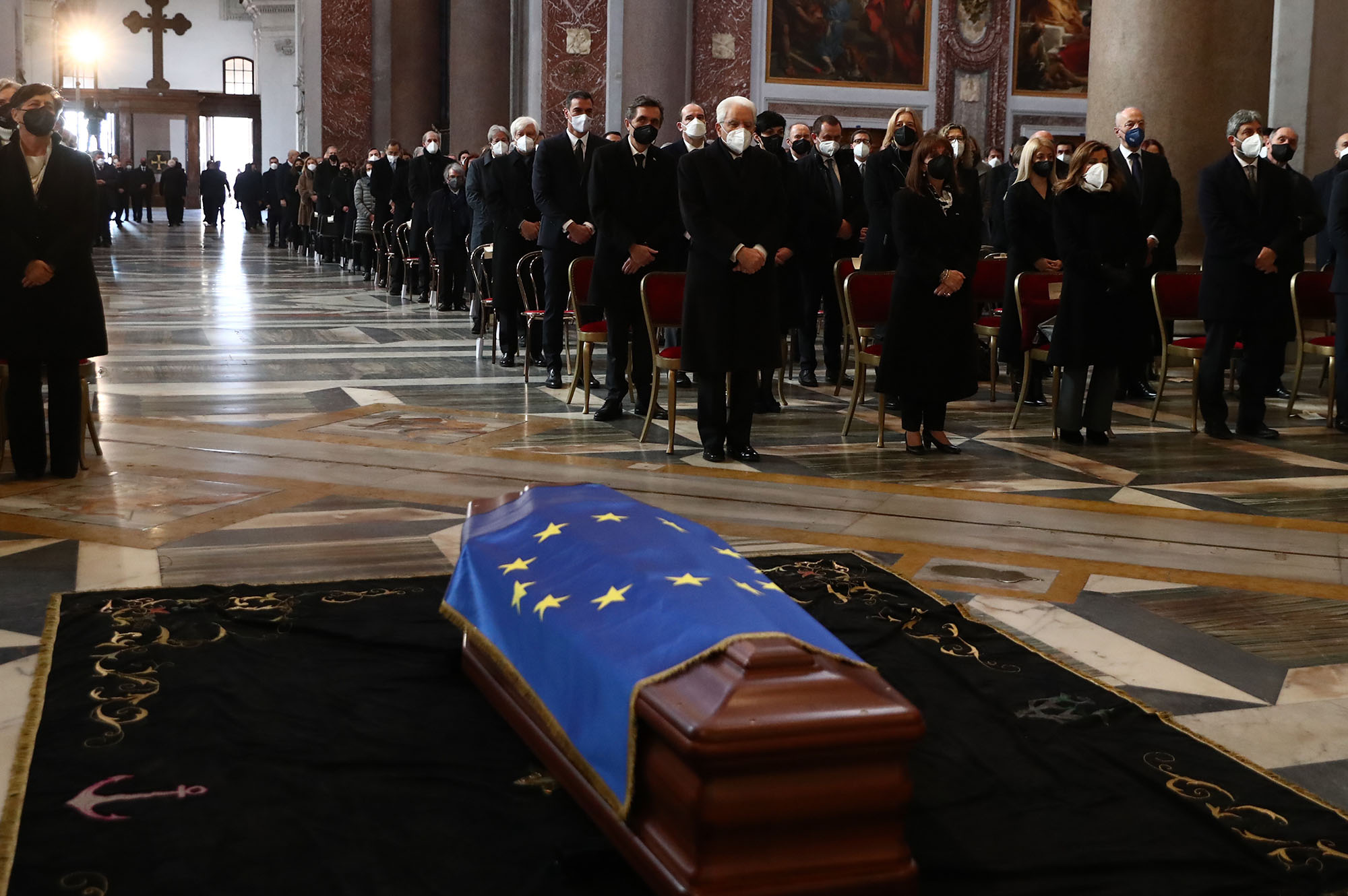
Funeral d'estat de David Sassoli a Roma (Itàlia).

El setembre de 2021 va ser hospitalitzat a Estrasburg el president del Parlament Europeu David Sassoli, per un cas greu de pneumònia. La malaltia va fer que no pogués exercir les seves funcions durant més de dos mesos, inclosa la pèrdua del discurs de l'estat de la Unió. El 26 de desembre de 2021 va ser ingressat de nou a l'hospital, aquesta vegada a Itàlia, per una «complicació en la disfunció del sistema immunitari». Sassoli va morir la matinada de l'11 de gener de 2022 a la localitat italiana d'Aviano, als seixanta-cinc anys.
Posterior al funeral d'estat, que es va celebrar a la ciutat italiana de Roma amb la presència de les principals figures polítiques de la Unió Europea, la vicepresidenta del Parlament Europeu, la maltesa Roberta Mesola del Grup del Partit Popular Europeu, va exercir com a presidenta interina fins a l'elecció de la Mesa per la segona meitat de la legislatura, fet que estava previst pel mateix mes de gener.

## Elecció de la Mesa per la segona meitat de la legislatura
Com és tradició, a inicis del tercer any de legislatura, els grups polítics tornen a triar als seus representants en la Mesa del Parlament, tant la presidència, com les vicepresidències i els questors, fins al final de la legislatura.

### Presidència
Per a la presidència de la segona part de la legislatura, i en virtut de l'acord del 2019 entre populars, socialistes i liberals, el Grup del Partit Popular Europeu va presentar a la presidenta en funcions Roberta Metsola, que a diferència del seu predecessor, si va obtenir gran part dels vots dels tres grups. També van competir contra ella la sueca Alice Bah Kuhnke, del Grup dels Verds/Aliança Lliure Europea, i l'espanyola Sira Rego, que també es va presentar a la votació d'inici de legislatura, pel Grup de l'Esquerra en el Parlament Europeu.
| Votació per a la presidència del Parlament Europeu Vots emesos: 690 \| Vots blancs o nuls: 74 \| Majoria absoluta: 309 |                        |                                  |                |
| Candidat |                        |                                  |                |
| |                        |                                  |                |
| Roberta Metsola | Alice Bah Kuhnke       | Sira Rego                        |                |
| Estat | Malta                  | Suècia                           | Espanya        |
| Partit polític | Partit Nacionalista    | Partit Verd                      | Esquerra Unida |
| Grup polític | Partit Popular Europeu | Els Verds/Aliança Lliure Europea | L'Esquerra     |
| Votació | 458                    | 101                              | 57             |

### Vicepresidències
En les 14 vicepresidències, tres pertanyen al Grup del Partit Popular Europeu, cinc al Grup de l'Aliança Progressista de Socialistes i Demòcrates, tres per al Grup Renovar Europa i una per al Grup dels Verds/Aliança Lliure Europea, per al Grup de l'Esquerra en el Parlament Europeu i per al Grup dels Conservadors i Reformistes Europeus.
| Votació per a les vicepresidències del Parlament Europeu |                        |            |                                     |              |      |
| Primera volta                                            |                        |            |                                     |              |      |
| Nom                                                      | Nom                    | Estat      | Partit Polític                      | Grup polític | Vots |
|                                                          | Othmar Karas           | Àustria    | Partit Popular d'Àustria            | PPE          | 536  |
|                                                          | Pina Picierno          | Itàlia     | Partit Democràtic                   | S&D          | 527  |
|                                                          | Pedro Silva            | Portugal   | Partit Socialista                   | S&D          | 517  |
|                                                          | Ewa Bożena Kopacz      | Polònia    | Plataforma Cívica                   | PPE          | 467  |
|                                                          | Eva Kaili              | Grècia     | Moviment pel Canvi                  | S&D          | 454  |
|                                                          | Evelyn Regner          | Àustria    | Partit Socialdemòcrata d'Àustria    | S&D          | 434  |
|                                                          | Rainer Wieland         | Alemanya   | Unió Demòcrata Cristiana d'Alemanya | PPE          | 432  |
|                                                          | Katarina Barley        | Alemanya   | Partit Socialdemòcrata d'Alemanya   | S&D          | 426  |
|                                                          | Dita Charanzová        | Txèquia    | ANO 2011                            | RE           | 406  |
| Segona volta                                             |                        |            |                                     |              |      |
| Nom                                                      | Nom                    | Estat      | Partit Polític                      | Grup polític | Vots |
|                                                          | Michal Šimečka         | Eslovàquia | Eslovàquia Progressista             | RE           | 494  |
|                                                          | Nicola Beer            | Alemanya   | Partit Democràtic Lliure            | RE           | 410  |
|                                                          | Roberts Zīle           | Letònia    | Aliança Nacional                    | CRE          | 403  |
| Tercera volta                                            |                        |            |                                     |              |      |
| Nom                                                      | Nom                    | Estat      | Partit Polític                      | Grup polític | Vots |
|                                                          | Dimitrios Papadimoulis | Grècia     | Coalició de l'Esquerra Radical      | L'Esquerra   | 492  |
|                                                          | Heidi Hautala          | Finlàndia  | Lliga Verda                         | Verds/ALE    | 384  |

### Qüestors
Pel que fa als questors, el Grup del Partit Popular Europeu va aconseguir dues places, mentre el Grup de l'Aliança Progressista de Socialistes i Demòcrates, Renovar Europa i el Grup d'Els Verds/Aliança Lliure Europea van obtenir una cadascú.
| Votació per als qüestors del Parlament Europeu |                   |            |                               |              |      |
| Primera volta                                  |                   |            |                               |              |      |
| Nom                                            | Nom               | Estat      | Partit Polític                | Grup polític | Vots |
|                                                | Anne Sander       | França     | Els Republicans               | PPE          | 622  |
|                                                | Christophe Hansen | Luxemburg  | Partit Popular Social Cristià | PPE          | 576  |
|                                                | Monika Beňová     | Eslovàquia | Direcció - Socialdemocràcia   | S&D          | 487  |
|                                                | Fabienne Keller   | França     | Renaixement                   | RE           | 479  |
| Segona volta                                   |                   |            |                               |              |      |
| Nom                                            | Nom               | Estat      | Partit Polític                | Grup polític | Vots |
|                                                | Marcel Kolaja     | Txèquia    | Partit Pirata Txec            | Verds/ALE    | 344  |

## Escàndol de corrupció de Qatar

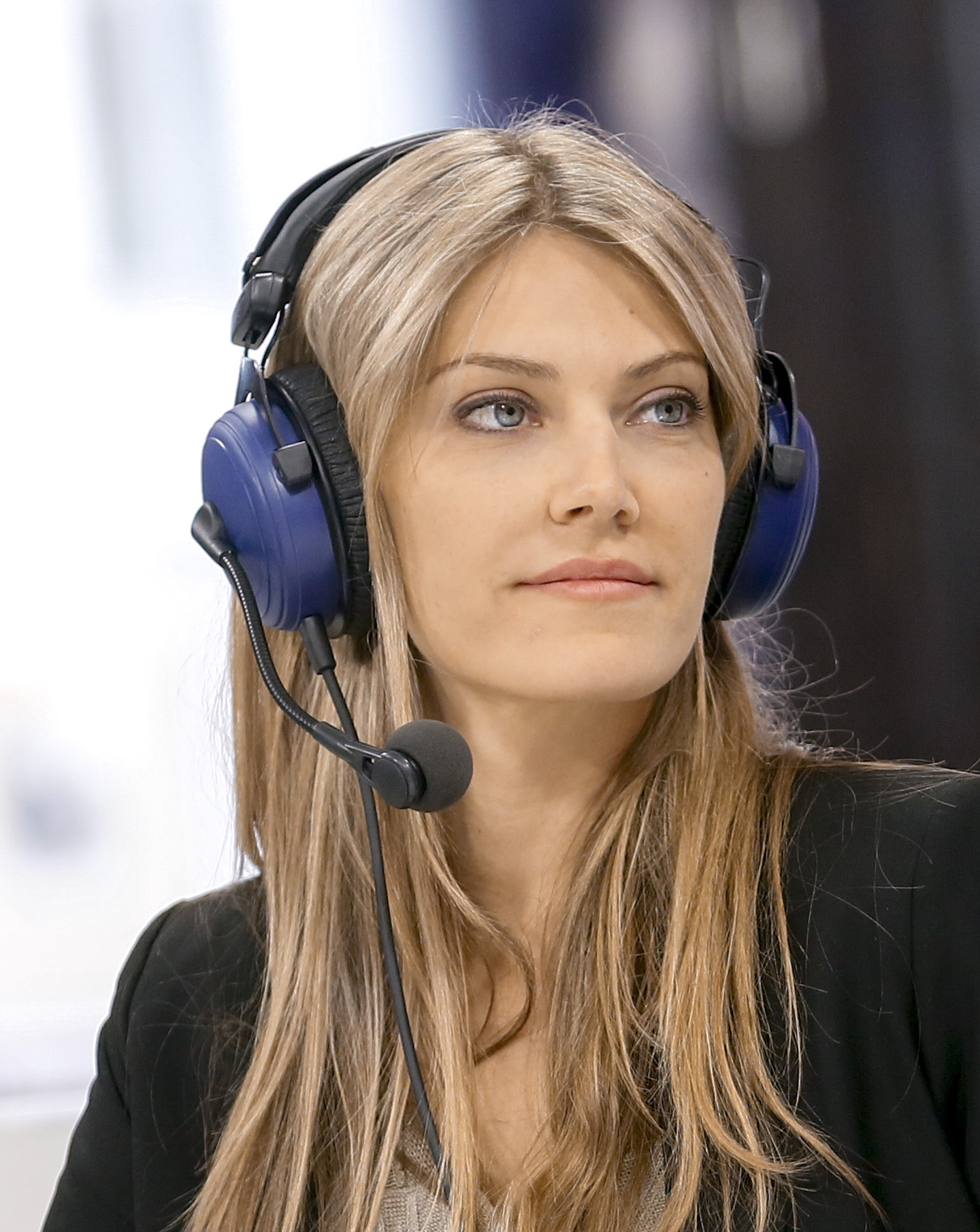
Eva Kaili, exvicepresidenta del Parlament Europeu, el 2019.

Després de més de sis mesos d'investigacions sobre presumptes pagaments indeguts a polítics socialistes, membres del personal polític del Parlament Europeu i les seves famílies per part de l'estat de Qatar, el Marroc i Mauritània a canvi d'influència, el 9 de desembre de 2022 la policia belga va realitzar 20 batudes en 19 direccions diferents a Brussel·les en relació amb la conspiració, i va realitzar vuit arrestos a Bèlgica i Itàlia.
Aquell dia es van registrar les cases i oficines dels sospitosos, incloses algunes oficines dins dels edificis del Parlament Europeu a Brussel·les. De conformitat amb la Constitució belga, la presidenta del Parlament Europeu, Roberta Metsola, havia de tornar de la seva casa a Malta per a ser present en el registre de la casa d'Eva Kaili, que tenia immunitat diplomàtica com a eurodiputada i vicepresidenta del Parlament Europeu.
Després del registre de la casa de Kaili, el seu pare va ser arrestat més tard quan intentava fugir de l'hotel Sofitel en Place Jourdan a Brussel·les, després d'haver estat informat sobre les batudes. Els investigadors van trobar una maleta amb «diversos centenars de milers d'euros» en la seva possessió, quan intentava fugir.
En les batudes es van incloure llocs vinculats a Pier Antonio Panzeri, un exeurodiputat italià. En registrar la seva casa, la policia va trobar una gran quantitat de diners en efectiu en la seva «caixa forta ben assortida». Al mateix temps, els investigadors van registrar les oficines de l'ONG internacional Fight Impunity, una organització creada per a promoure «la lluita contra la impunitat, contra les greus violacions de drets humans i per la justícia transicional», de la qual Panzeri era el president.
Segons els informes, es van trobar 600.000 € en efectiu a la casa de Panzeri i diners addicionals a la casa del pare de Kaili, la seva habitació d'hotel i la casa compartida per Kaili i Giorgi. En total, la quantitat combinada d'efectiu trobat en les batudes va ascendir a 1,5 milions d'euros.
Després de la finalització de les batudes, la policia va arrestar a Eva Kaili, Antonio Panzeri, Francesco Giorgi (marit de Kaili i assistent de l'eurodiputada italiana Andrea Cozzolino), Alexandros Kailis (pare de Kaili i expolític grec), Lucca Visentini (secretari general de la Confederació Sindical Internacional) i un assistent anònim de l'eurodiputada italiana Alessandra Moretti. La justícia belga va enviar a Eva Kaili a presó preventiva, mentre a la resta d'investigats els va deixar en llibertat condicional o en llibertat amb càrrecs.
Immediatament després dels arrestos, tant el Moviment Socialista Panhel·lènic (PASOK), el partit polític de Kaili a Grècia, com el Grup de Socialistes i Demòcrates dins del Parlament Europeu van anunciar la suspensió de Kaili de les seves respectives organitzacions. L'endemà passat dels arrestos, Metsola va suspendre les responsabilitats i poders de Kaili com a vicepresidenta del Parlament. En una votació de la cambra en ple, Kaili va ser destituïda oficialment com a vicepresidenta per una majoria qualificada.
A l'obertura de la primera reunió del Parlament Europeu després de les detencions, el 12 de desembre, la presidenta Metsola va anunciar que se suspendria tot el treball amb Qatar i Els Verds/Aliança Lliure Europea i Renovar Europa van demanar que el Parlament Europeu establís un comitè de recerca. La suspensió dels assumptes parlamentaris en aquell moment va ser molt significativa, ja que es va produir només tres dies abans que el Parlament votés sobre la introducció d'un acord de viatge sense visat amb Qatar, Equador o Kuwait, que finalment va ser cancel·lada.
Abans de l'obertura del debat plenari, diversos membres del Grup de Socialistes i Demòcrates van dimitir dels seus càrrecs en el Parlament. L'eurodiputat Marc Tarabella va dimitir per complet del grup, l'eurodiputada Marie Arena va renunciar a la presidència de la Subcomissió de Drets Humans, l'eurodiputat Pietro Bartolo va renunciar al seu càrrec com a portaveu del grup sobre la liberalització de visats i l'eurodiputat Andrea Cozzolino va suspendre el seu paper com a president de la Delegació per a les relacions amb els Països del Magreb i la Unió del Magreb Àrab. També es va suspendre el Grup Parlamentari d'Amistat UE-Qatar, liderat per José Ramón Bauzá.

## Expulsió de Direcció - Socialdemocràcia de l'Aliança Progressista de Socialistes i Demòcrates
El 13 d'octubre de 2023, els partits Direcció - Socialdemocràcia i Veu - Socialdemocràcia d'Eslovàquia van ser suspesos de militància al Partit dels Socialistes Europeus i expulsats del Grup de l'Aliança Progressista de Socialistes i Demòcrates, pel seu acord amb el Partit Nacional Eslovac, considerat ultranacionalista i d'extrema dreta, per a la constitució d'un nou govern a l'estat.

## Escàndol de la influència russa
El govern de Rússia sempre ha fet esforços per influir en la política europea, en particular, per promoure els objectius russos, per soscavar el suport a Ucraïna a la Invasió russa del 2022 i per desestabilitzar Europa.

### La Veu d'Europa
El 27 de març de 2024, Txèquia va sancionar el lloc de notícies "La Veu d'Europa", mitjà que es va establir el maig de 2023, amb seu a Praga, afirmant que el lloc forma part d'una xarxa d'influència prorussa. L'endemà, el primer ministre belga Alexander De Croo, referint-se a les sancions durant un debat al parlament belga, va dir que Rússia havia assenyalat als diputats, però que també els va pagar. Es creu que el polític i empresari ucraïnès Viktor Medvedchuk, que seria molt proper al president rus Vladímir Putin, és la persona darrere del portal de notícies "La Veu d'Europa".
Les notícies publicades per "La Veu d'Europa" han afirmat que els estrangers són responsables de més de la meitat de tots els crims greus a Frankfurt, Alemanya, i que la campanya del President francès Macron sobre el perill rus no és atractiva per als votants francesos, segons les enquestes recents. Le Monde ha informat que la DGSI estava investigant una campanya prorussa cap a les eleccions europees el juny vinent.

### Pagaments i promoció a polítics d'extrema dreta
El 2 d'abril, el portal de notícies txec "Denik N" va informar, citant diversos ministres, que hi havia enregistraments d'àudio del polític alemany d'extrema dreta Petr Bystron, d'Alternativa per Alemanya (AfD), amb incriminació d'haver acceptat diners. El 12 d'abril, es va saber que la fiscalia belga estava investigant si els polítics europeus van ser pagats per difondre la propaganda russa. A més de Bystron, la investigació també era dirigida a l'eurodiputat holandès Marcel de Graaff (FvD) i a l'eurodiputat alemany Maximilian Krah (AfD).
Les autoritats d'Alemanya i Txèquia van determinar que Rússia va utilitzar l'organització "La Veu d'Europa" per proporcionar fons a polítics euroescèptics d'extrema dreta (principalment als Països Baixos, Bèlgica, Alemanya, França, Hongria i Polònia) per tal d'influir en les eleccions europees a favor de posicions contra Ucraïna i la Unió Europea. Entre aquests polítics es trobarien:
- Thierry Baudet (Països Baixos - FVD): Baudet va ser entrevistat per "La Veu d'Europa" i va negar sistemàticament rebre donacions, especialment durant un debat parlamentari sobre una possible sortida neerlandesa de la Unió Europea.
- Filip Brusselmans (Bèlgica - VB): polític i activista polític belga.[152]
- Petr Bystron (Alemanya - AfD): candidat a les eleccions europees de 2024. A l'abril de 2024, la Fiscalia de Munic va iniciar investigacions preliminars a causa d'un possible suborn de funcionaris electes. Segons Die Zeit, l'Oficina del Fiscal va sospitar que es van lliurar 20.000 euros en una reunió entre Bystron i els empleats de propaganda russa a Praga.[153]
- Filip Dewinter (Bèlgica - VB).
- Matteo Gazzini (Itàlia - FI). Va concedir a "La Veu d'Europa" una entrevista i va participar en un debat en comissió juntament amb altres diputats al Parlament Europeu. Va negar haver-se ofert o haver agafat diners.
- Maximilian Krah (Alemanya - AfD): màxim candidat per a les eleccions europees 2024.

## Expulsió d'Alternativa per Alemanya d'Identitat i Democràcia
Una vegada començada la campanya electoral per a les eleccions al Parlament Europeu de 2024, el Grup Identitat i Democràcia va decidir expulsar a l'Alternativa per Alemanya després d'unes declaracions de Maximilian Krah, cap de llista del partit, afirmant que a l'organització nazi Schutzstaffel (SS) no tots eren criminals. A aquestes declaracions es va sumar l'inici de la investigació a Krah, junt amb el seu número dos Petr Bystrom, per suposadament rebre diners de Rússia. Aquesta decisió, impulsada per Reagrupament Nacional, va rebre el suport de la Lliga i Llibertat i Democràcia Directa, mentre que Interès Flamenc i el Partit Popular Danès van mostrar els seus dubtes.

## Grups polítics al Parlament sortint
Al final de la legislatura, els grups del Parlament Europeu s'organitzaven de la següent manera:
| Grup polític                                                                                                | Grup polític                                                     | Partit(s) polític(s) | Posició                        | Ideologia                                                                      | Escons    |
| --- | ---------------------------------------------------------------- | --- | ------------------------------ | ------------------------------------------------------------------------------ | --------- |
| | Grup del Partit Popular Europeu (Demòcrata-Cristians) (PPE)      | - Partit Popular Europeu: 166 - Moviment Polític Cristià Europeu: 2 - Sense partit europeu: 8                                                   | Centredreta                    | Conservadorisme liberal Democràcia cristiana Neoliberalisme Europeisme         | 176 / 705 |
| | Grup de l'Aliança Progressista de Socialistes i Demòcrates (S&D) | - Partit dels Socialistes Europeus: 128 - Sense partit europeu: 11                                                                              | Centreesquerra                 | Socialdemocràcia Socialisme democràtic Progressisme Europeisme                 | 139 / 705 |
| | Grup Renovar Europa (RE)                                         | - Liberals i Demòcrates per Europa: 57 - Partit Demòcrata Europeu: 10 - Volt Europa: 1 - Sense partit europeu: 34                               | Centre                         | Liberalisme Socioliberalisme Progressisme Europeisme                           | 102 / 705 |
| | Grup d'Els Verds/Aliança Lliure Europea (Verds/ALE)              | - Partit Verd Europeu: 51 - Aliança Lliure Europea: 5 - Partit Pirata Europeu: 4 - Volt Europa: 1 - Sense partit europeu: 10                    | Centreesquerra Transversalisme | Ecologisme Regionalisme Independentisme Europeisme                             | 71 / 705  |
| | Grup dels Conservadors i Reformistes Europeus (CRE)              | - Conservadors i Reformistes Europeus: 54 - Aliança Lliure Europea: 3 - Moviment Polític Cristià Europeu: 2 - Sense partit europeu: 10          | Dreta Ultradreta               | Conservadorisme nacionalista Neoliberalisme Populisme Euroescepticisme moderat | 69 / 705  |
| | Grup Identitat i Democràcia (ID)                                 | - Partit Identitat i Democràcia: 48 - Sense partit europeu: 1                                                                                   | Ultradreta                     | Populisme Conservadorisme nacionalista Antiimigració Euroescepticisme fort     | 49 / 705  |
| | L'Esquerra en el Parlament Europeu - GUE/NGL                     | - Partit de l'Esquerra Europea: 15 - Ara la Gent: 8 - Aliança de l'Esquerra Verda Nòrdica: 3 - Animal Politics EU: 1 - Sense partit europeu: 10 | Esquerra                       | Socialisme democràtic Marxisme Anticapitalisme Euroescepticisme moderat        | 37 / 705  |
| | No inscrits (NI)                                                 | - Partit dels Socialistes Europeus: 3* - Moviment Polític Cristià Europeu: 1 - Sense partit europeu: 58                                         |                                |                                                                                | 62 / 705  |
| Nota: - L'SMER-SD va ser suspès de militància al Partit dels Socialistes Europeus, però no va ser expulsat. |                                                                  | |                                |                                                                                |           |

| Estat | Grups del Parlament Europeu                    | Grups del Parlament Europeu | Grups del Parlament Europeu | Grups del Parlament Europeu | Grups del Parlament Europeu          | Grups del Parlament Europeu | Grups del Parlament Europeu   | Grups del Parlament Europeu                | Grups del Parlament Europeu        | Grups del Parlament Europeu | Grups del Parlament Europeu | Grups del Parlament Europeu | Grups del Parlament Europeu | Grups del Parlament Europeu | Grups del Parlament Europeu                       | Grups del Parlament Europeu                   | MEP |    |    |
| Estat | PPE                                            | PPE                         | S&D                         | S&D                         | RE                                   | RE                          | Verds/ALE                     | Verds/ALE                                  | CRE                                | CRE                         | ID                          | ID                          | L'Esquerra                  | L'Esquerra                  | NI                                                | NI                                            | MEP |    |    |
| --- | ---------------------------------------------- | --------------------------- | --------------------------- | --------------------------- | ------------------------------------ | --------------------------- | ----------------------------- | ------------------------------------------ | ---------------------------------- | --------------------------- | --------------------------- | --------------------------- | --------------------------- | --------------------------- | ------------------------------------------------- | --------------------------------------------- | --- | -- | -- |
| Estat | Alemanya                                       | 23 CDU 6 CSU 1 Familien     | +1                          | 16 SPD                      |                                      | 5 FDP 2 FW                  |                               | 21 Grüne 1 Piraten 1 ÖDP 1 Volt 1 Semsrott | -1                                 | 1 BD                        |                             |                             | -10                         | 5 Linke                     |                                                   | 8 AfD 1 PARTEI 1 Meuthen 1 Buschmann 1 Limmer | MEP | +9 | 96 |
| França | 7 LR 1 LC                                      |                             | 3 PS 2 PP 1 ND 1 RE         | +1                          | 13 RE 6 MoDem 2 MR 1 Agir 1 Horizons |                             | 10 EE-LV 1 PNC 1 UDB          | -1                                         | 1 R!                               | +1                          | 18 RN                       | -5                          | 4 FI 1 GRS 1 Pelletier      |                             | 1 Collard 1 Juvin 1 Pirbakas 1 Rivière            | +4                                            | 79  |    |    |
| Itàlia | 10 FI 1 SVP 1 Gazzini                          | +4                          | 14 PD 1 Pisapia             | -3                          | 2 Azione 1 IV 1 Zullo                | +3                          | 1 Corrao 1 d'Amato 1 Pedicini | +3                                         | 10 FdI                             | +4                          | 22 Lega                     | -7                          |                             |                             | 9 M5S 1 PD 1 DC 1 Giarrusso 1 Rossi               | -1                                            | 76  |    |    |
| Espanya | 13 PP                                          |                             | 21 PSOE                     |                             | 7 C's 1 PNV 1 J.Nart                 |                             | 2 ERC 1 BNG                   |                                            | 4 Vox                              |                             |                             |                             | 4 Podemos 1 IU 1 Anticapit. |                             | 3 Junts                                           |                                               | 59  |    |    |
| Polònia | 11 PO 2 PSL 1 Karpiński 1 Adamowicz 1 Ochojska | -1                          | 6 NL 1 Miller               | -1                          | 1 P2050                              | +1                          |                               |                                            | 25 PiS 2 SP                        |                             |                             |                             |                             |                             | 1 Spurek                                          | +1                                            | 52  |    |    |
| Romania | 10 PNL 2 PMP 2 RMDSZ                           |                             | 8 PSD 1 PRO                 | -2                          | 5 REPER 1 USR 1 Gheorghe             | -1                          | 1 Ștefănuță                   | +1                                         | 1 PNCR                             | +1                          |                             |                             |                             |                             | 1 AUR                                             | +1                                            | 33  |    |    |
| Països Baixos                                                                                               | 5 CDA 1 CU                                     |                             | 6 PvdA                      |                             | 5 VVD 1 D66 1 Volt                   |                             | 3 GL                          |                                            | 1 JA21 1 SGP 1 MDD 1 Roos 1 Rooken | +1                          |                             | -1                          | 1 PvdD                      |                             | 1 FvD                                             |                                               | 29  |    |    |
| Bèlgica | 2 CDenV 2 LE-CSP                               |                             | 1 PS 1 Vooruit              | -1                          | 2 VLD 2 MR                           |                             | 2 Ecolo 1 Groen               |                                            | 3 NV-A                             |                             | 3 VB                        |                             | 1 PvdA                      |                             | 1 Tarabella                                       | +1                                            | 21  |    |    |
| Txèquia | 2 TOP 09 2 KDU-CSL 1 STAN                      |                             | 1 Maxová                    | +1                          | 3 ANO 1 Charanzová 1 Dlabajová       | -1                          | 3 Pirati                      |                                            | 4 ODS                              |                             | 1 Sbovodní                  | -1                          | 1 KSČM                      |                             | 1 ANS                                             | +1                                            | 21  |    |    |
| Grècia | 6 ND                                           | -2                          | 1 KINAL 1 Zagorakis         |                             | 1 Kyrtsos                            | +1                          | 1 KOSMOS                      | +1                                         | 1 Ellininki                        |                             |                             |                             | 2 Syriza 2 NA               | -2                          | 2 KKE 1 Georgoulis 1 Kaili 1 Konstantinou 1 Lagos | +2                                            | 21  |    |    |
| Hongria | 1 KDNP                                         | -12                         | 4 DK 1 EK                   |                             | 2 Momentum                           |                             |                               |                                            |                                    |                             |                             |                             |                             |                             | 12 FIDESZ 1 Jobbik                                | +12                                           | 21  |    |    |
| Portugal | 6 PSD 1 CDS-PP                                 |                             | 9 PS                        |                             |                                      |                             | 1 Guerreiro                   |                                            |                                    |                             |                             |                             | 2 BE 2 PCP                  |                             |                                                   |                                               | 21  |    |    |
| Suècia | 4 MOD 1 KD 1 Folklistan                        |                             | 5 SAP                       |                             | 2 CP 1 FP                            |                             | 3 MP                          |                                            | 3 SD                               |                             |                             |                             | 1 V                         |                             |                                                   |                                               | 21  |    |    |
| Àustria | 7 ÖVP                                          |                             | 5 SPO                       |                             | 1 NEOS                               |                             | 3 Grünen                      |                                            |                                    |                             | 3 FPÖ                       |                             |                             |                             |                                                   |                                               | 19  |    |    |
| Bulgària | 6 GERB-SDS 1 BD                                |                             | 4 BSP                       | -1                          | 3 DPS                                |                             |                               |                                            | 2 VMRO                             |                             |                             |                             |                             |                             | 1 BSP                                             | +1                                            | 17  |    |    |
| Finlàndia                                                                                                   | 2 KOK 1 KD                                     |                             | 2 SDP                       |                             | 2 KESK 1 SFP/RKP                     |                             | 3 Vihr                        |                                            | 1 PS 1 Ruohonen                    | +2                          |                             | -2                          | 1 VAS                       |                             |                                                   |                                               | 14  |    |    |
| Dinamarca                                                                                                   | 1 C                                            |                             | 3 SD                        |                             | 3 V 1 RV 1 M 1 Melchior              |                             | 2 SF                          |                                            |                                    |                             | 1 DF                        |                             | 1 Ø                         |                             |                                                   |                                               | 14  |    |    |
| Eslovàquia                                                                                                  | 2 KDH 1 Slovensko 1 Bilčík                     | -1                          | 1 Hajšel                    | -2                          | 2 PS 1 Ďuriš N. 1 Mihál              | +2                          |                               |                                            | 1 SaS                              | -1                          |                             |                             |                             |                             | 2 SMER-SD 1 PATRIOT 1 Republika                   | +2                                            | 14  |    |    |
| Irlanda | 5 FG                                           |                             |                             |                             | 2 FF                                 |                             | 2 Green                       |                                            |                                    |                             |                             |                             | 2 I4C 1 SF 1 Ming           |                             |                                                   |                                               | 13  |    |    |
| Croàcia | 4 HDZ                                          |                             | 4 SDP                       |                             | 1 IDS                                |                             |                               |                                            | 1 HS                               |                             |                             |                             |                             |                             | 2 PiP                                             |                                               | 12  |    |    |
| Lituània | 4 TS-LKD                                       |                             | 2 LSDP                      |                             | 1 LRLS                               | -1                          | 1 LVŽS 1 Jakeliūnas           |                                            | 1 LLRA-KŠS                         |                             |                             |                             |                             |                             | 1 DP                                              | +1                                            | 11  |    |    |
| Letònia | 2 VIENOTIBA                                    |                             | 1 SDP 1 GKR                 |                             | 1 API                                |                             |                               | -1                                         | 2 TB/LNNK                          |                             |                             |                             |                             |                             | 1 LKS                                             | +1                                            | 8   |    |    |
| Eslovènia                                                                                                   | 3 SDS-SLS 1 N.Si                               |                             | 2 SD                        |                             | 2 GS                                 |                             |                               |                                            |                                    |                             |                             |                             |                             |                             |                                                   |                                               | 8   |    |    |
| Estònia | 1 Isamaa                                       |                             | 2 SDE                       |                             | 2 REF 1 KE                           |                             |                               |                                            |                                    |                             | 1 EKRE                      |                             |                             |                             |                                                   |                                               | 7   |    |    |
| Xipre | 2 DISi                                         |                             | 1 EDEK 1 DIKO               |                             |                                      |                             |                               |                                            |                                    |                             |                             |                             | 2 AKEL                      |                             |                                                   |                                               | 6   |    |    |
| Luxemburg                                                                                                   | 2 CSV                                          |                             | 1 LSAP                      |                             | 1 DP 1 Fokus                         |                             | 1 Gréng                       |                                            |                                    |                             |                             |                             |                             |                             |                                                   |                                               | 6   |    |    |
| Malta | 2 PN                                           |                             | 4 PL                        |                             |                                      |                             |                               |                                            |                                    |                             |                             |                             |                             |                             |                                                   |                                               | 6   |    |    |
| Total | 176                                            | -11                         | 139                         | -8                          | 102                                  | +4                          | 71                            | +3                                         | 69                                 | +8                          | 49                          | -26                         | 37                          | -2                          | 62                                                | +32                                           | MEP |    |    |
| Total |                                                |                             |                             |                             |                                      |                             |                               |                                            |                                    |                             |                             |                             |                             |                             |                                                   |                                               | MEP |    |    |
| Total | PPE                                            | PPE                         | S&D                         | S&D                         | RE                                   | RE                          | Verds/ALE                     | Verds/ALE                                  | CRE                                | CRE                         | ID                          | ID                          | L'Esquerra                  | L'Esquerra                  | NI                                                | NI                                            | MEP |    |    |
| Total | Grups polítics del Parlament Europeu           |                             |                             |                             |                                      |                             |                               |                                            |                                    |                             |                             |                             |                             |                             |                                                   |                                               | MEP |    |    |
| Notes: - Les dades comparatives són en relació amb l'organització dels grups posterior posterior al Brexit. |                                                |                             |                             |                             |                                      |                             |                               |                                            |                                    |                             |                             |                             |                             |                             |                                                   |                                               |     |    |    |